# Індуїзм
Індуї́зм (історична назва санскритом — сана́тана-дха́рма (санскр. सनातन धर्म), в перекладі «вічна релігія», «вічний шлях», або «вічний закон») — стародавня національна релігія, корені якої ведуть до ведичної цивілізації. Чисельність послідовників перевищує 1,2 млрд осіб, відомих як індуси чи індуїсти.

## Етимологія
Насправді слова індус і індуїзм не зустрічаються у ведичній літературі. Назва Індія виникла на Заході в пізніші, античні часи. Саме слово було запозичене греками у персів, котрі через те, що їм було важко вимовляти початковий звук с, називали велику ріку Сіндгу (сучасний Інд) — Хінду. Цим словом люди з інших країн і стали називати релігію й культуру народу, що жив на землі, омиваній водами двох річок — Інду й Ґанґу, хоча місцеві мешканці ніколи не користувались цим словом, а свою країну називають «Бгáрата».
Звичайно, слова індус та індуїзм дістали значне поширення, так що кожен словник говорить про Вішну, як про бога індуїстського пантеону. Проте, коли Писання говорять про справді ведичне суспільство, вони вживають слово ар'ян. Для тих, хто дотримується Вед, прогрес людства означає поступ на шляху духовного самоусвідомлення. Суспільство, яке ставить перед собою духовні цілі, називалось суспільством аріїв, тобто благородних. Індус - це послідовники індуїзму, також відомі як індуїсти.

## Історія і склад
Індуїзм — це третя за кількістю послідовників релігія у світі після християнства та ісламу. Індуїзм сповідує понад 1033 млн людей,  [Архівовано 6 травня 2013 у Wayback Machine.] з яких близько 1000 млн проживають в Індії та Непалі. Серед країн, в яких прихильники індуїзму становлять значну частину населення є Бангладеш, Бахрейн, Бутан, Гаяна, Індія, Катар, Кувейт, Малайзія, Маврикій, Непал, Об'єднані Арабські Емірати, Оман, Реюньйон, Сінгапур, Суринам, Тринідад і Тобаго, Фіджі та Шрі-Ланка. Країни, в яких прихильників індуїзму понад 1 мільйон, також включають Індонезію та Пакистан. Детальніше див. статтю «індуїзм за країною».
Індуїзм сягає своїм корінням у ведичну цивілізацію, через що його називають найдавнішою у світі релігією. На відміну від авраамічних релігій, у індуїзму не було свого засновника, в ньому відсутня єдина система вірувань і загальна доктрина.
Індуїзм є сімейством різноманітних релігійних традицій, філософських систем і вірувань, заснованих на монотеїзмі, політеїзмі, панентеїзмі, пантеїзмі, монізмі і навіть атеїзмі.
Типовими для індуїзму можна визнати такі релігійні положення, як дхарма, карма, сансара, мокша і йога. Оскільки індуїзм поєднує у собі різні вірування й традиції, у нього немає єдиного засновника.
В індуїзмі існує велика кількість священних писань, які діляться на дві основні категорії — шруті та смріті. Індуїстські писання створювалися протягом тисячоліть, і богослов'я та філософія, котрі у них викладаються дають можливість для духовного усвідомлення і є керівництвом у духовнім житті і практиці дхарми. З ортодоксальної точки зору, серед усіх текстів індуїзму, Веди та Упанішади мають найбільший авторитет і вважаються найбільш значущими й прадавніми. До інших важливих священних писань ставлять Пурани та індійські епічні поеми «Махабгарата» і «Рамаяна». Часто говориться, що в «Бгаґавад-Ґіті», котра є уривком з «Махабгарати», викладена основна суть духовного знання усіх Вед.

## Визначення індуїзму, його типологія та напрямки

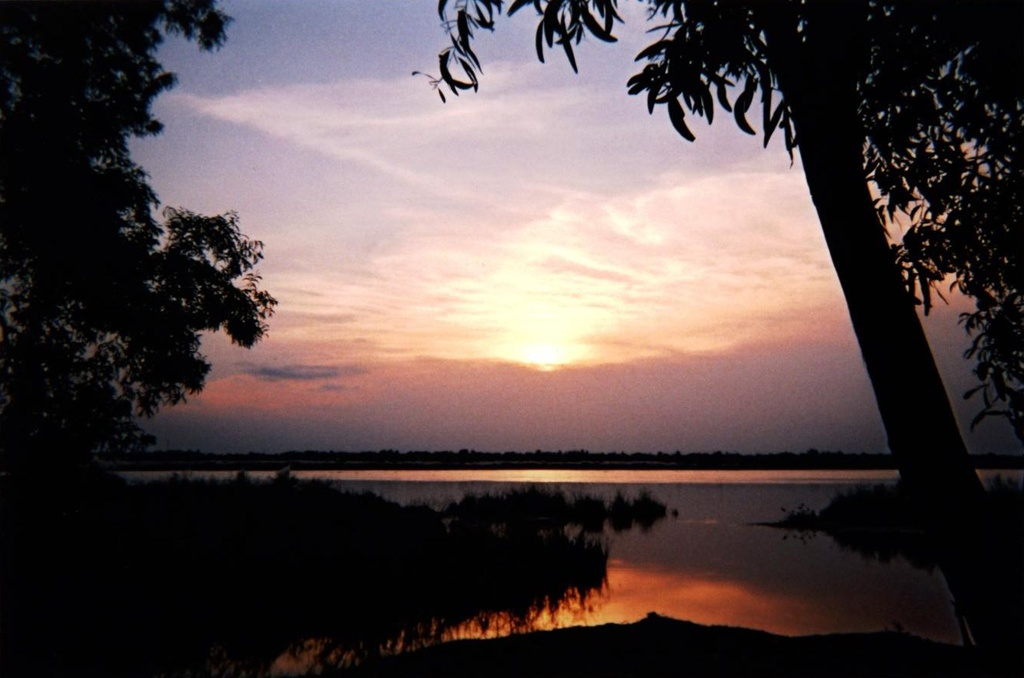
Захід сонця над Ґанґою в Маяпурі. Протягом тисячоліть індуїсти шанують річку Ганг і поклоняються їй у формі уособленої богині Ганги.

### Визначення
Дати визначення індуїзму важко через широту спектру традицій і вірувань, які він об'єднує. Як правило, загальним терміном «індуїзм» називають сімейство різнорідних традицій, які приймають авторитет Вед. У той же самий час приналежність будь-якої традиції до індуїзму не залежить від її давнини або від того, наскільки її віровчення і релігійні практики дійсно основані на Ведах. Деякі течії, що зараховують до сфери індуїзму, взагалі не визнають Веди одкровенням. Вони ґрунтуються на власних писаннях і традиціях, але при цьому вшановують тих же богів і слідують основним морально-етичним постулатам індуїзму. Таким чином, індуїзм не може розглядатися як «категорія» в класичному розумінні цього слова: коли об'єкти однозначно або належать до неї, або ні. Не будучи єдиною релігією, індуїзм є сімейством релігій і традицій. В індуїзмі відсутня уніфікована система вірувань і загальна доктрина. Немає в ньому також централізованого органу управління. В історії індуїзму, на відміну від інших світових релігій, не було якогось одного засновника. Попри це, індуїзм має свою власну унікальну форму і риси, що виділяють його в окрему релігію. Індуїзм часто порівнюють з баньяновим деревом, що постійно пускає нові корені, які з часом перетворюються на стовбури, які також пускають пагони. Цей приклад наочно показує не тільки різноманітність індуїзму, а й взаємозв'язок, що існує між його різними течіями.

### Типологія
Деякі вчені розглядають типологію з шести основних видів індуїзму, і низки менш значних його різновидів.
- Найдавнішою формою індуїзму виступають народні вірування, для яких характерне поклоніння місцевим божествам і обожненим формам.
- ведичний індуїзм, заснований на священних текстах індуїзму, особливо на ведичних писаннях, найважливішим і найдавнішим з яких прийнято вважати «Ріг-веду».
- ведантичний індуїзм базується на Упанішадах — релігійно-філософських трактатах, які примикають до чотирьох Вед.
- Напрямок йоги в індуїзмі представлений в «Йога-сутрах» Патанджалі.
- дгармічний індуїзм проявляється у повсякденному слідуванні певним моральним підвалинам. Він широко поширений, і його відрізняє невизначеність відносно приналежності до якої-небудь конкретної філософської школи або течії.
- Бгакті, або шлях любовного відданого служіння Богу в одній з Його форм або іпостасей[18]. Основною традицією бгакті в індуїзмі є вайшнавізм[18].

### Напрямки індуїзму

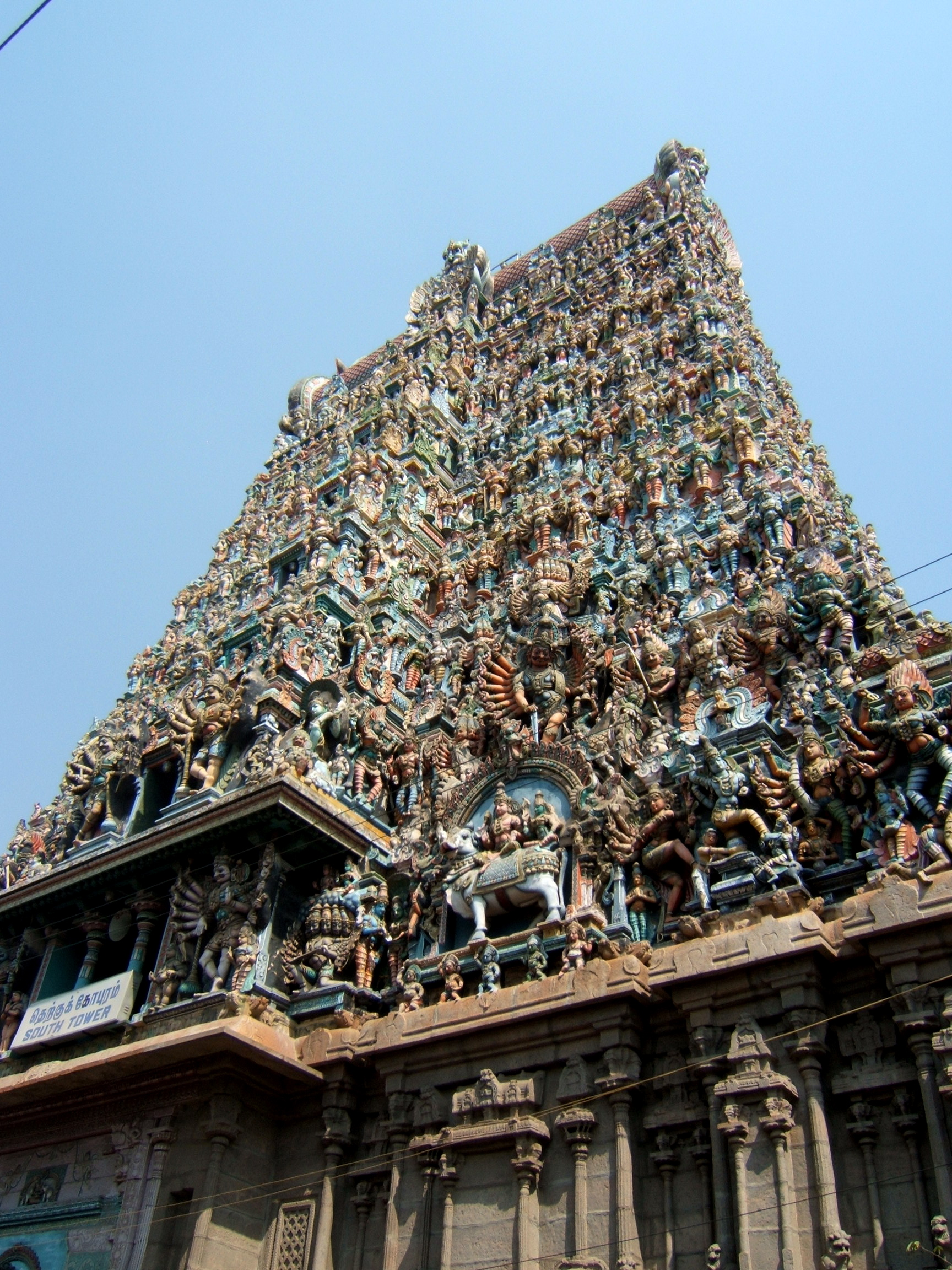
Одна з дванадцятьох ґопурам храму Мінакші Амман у місті Мадурай, присвяченого Шиві й Парваті.

В індуїзмі не існує загальної, центральної доктрини, авторитетної для всіх напрямків індуїзму, а багато хто з послідовників індуїзму взагалі не вважають, що належать до якого-небудь певного напрямку. Вчені, однак, виділяють в сучасному індуїзмі чотири основні традиції:
- Вайшнавізм
- Шайвізм
- Шактизм
- Смартизм

Основна різниця між цими напрямками індуїзму полягає в тому, якій формі Бога належить поклоніння як Всевишньому, і в традиції, пов'язаної з цим поклоніння.

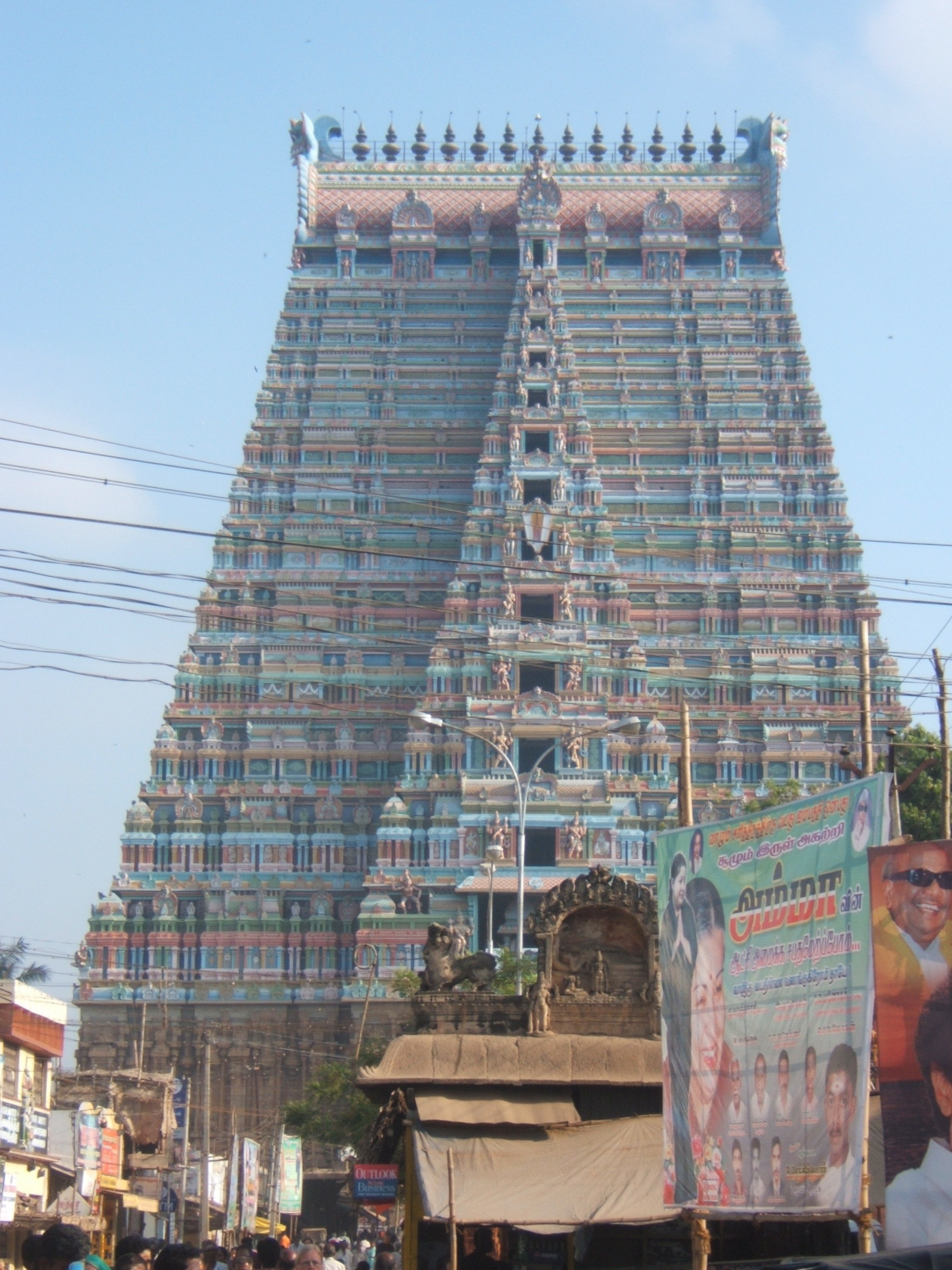
Головний ґопурам храму Вішну в Шріранґам — найбільшого вайшнавського храму у світі

Послідовники монотеїстичної традиції вайшнавізму поклоняються Вішну і його основним аватарам, таким як Крішна і Рама, як Богу в різних Його іпостасях. Шиваїти поклоняються Шиві; Шакти поклоняються Шакті, уособленій в жіночому божестві або Богині-матері Деві, тоді як смарти вірять у єдність п'яти божеств Шанмата, які виступають як персоніфікація Всевишнього.
Інші напрямки в індуїзмі, такі як ґанапатья (культ поклоніння Ґанеші) і саура (поклоніння богові Сонця Сур'ї), не мають багато послідовників і не поширені так широко.
Є також рухи, які важко віднести до однієї зі згаданих вище категорій. Як, наприклад, «Ар'я-самадж» Даянанди Сарасваті, що відкидає поклоніння мурті і робить основний акцент на Веди і ведичні вогненні жертвопринесення (яґ'ї).
Також як послідовники інших релігій, деякі індуси вважають свою традицію більш значущою, ніж інші. Однак, багато хто з індусів розглядає інші традиції індуїзму як прийнятні альтернативи своєї власної. Єресі, як такої, не існує в індуїзмі.

## Вірування
Індуїзм — це дуже різноманітна релігія. У сучасному індуїзмі існує чотири основні напрямки, до яких належить абсолютна більшість індусів — вайшнавізм, шиваїзм, шактизм і смартизм.
Вчені-Індологи виділяють шість основних видів індуїзму, і ряд менш значних його різновидів. Згідно із даною типологією, найдавнішою формою індуїзму виступають народні вірування, для яких характерне поклоніння місцевим божествам і обожненим формам. Другий основний різновид індуїзму — це ведичний індуїзм, заснований на священних текстах індуїзму, особливо на ведичних писаннях, найважливішим і прадавнім з яких прийнято вважати «Рігведу». Третій різновид індуїзму — ведантичний індуїзм — базується на Упанішадах — релігійно-філософських трактатах, які примикають до чотирьох Вед. Напрямок йоги в індуїзмі є його четвертим різновидом, представленим у «Йога-сутрах» Патанджалі. П'ятий вид індуїзму — це дхармічний індуїзм, котрий проявляється у повсякденному слідуванні певним моральним засадам. Він широко розповсюджений і його відрізняє невизначеність відносно приналежності до якої-небудь конкретної філософської школи або течії. Шостим типом індуїзму виступає бгакті, або шлях любовного відданого служіння Богу в одній з Його форм або іпостасей.
Учені не можуть сформулювати загальну доктрину, яку прийняли б усі напрямки індуїзму. Однак, існують основні вірування, які розділяють всі індуси, до таких понять, загальних для абсолютної більшості послідовників індуїзму, ставляться:
- Дгарма — моральний борг, етичні зобов'язання.
- Самсара — круговорот народження та смерті, віра у перевтілення душі після смерті в тіла тварин, людей, богів.
- Карма — віра у те, що порядок перероджень визначається зробленими під час життя вчинками та їх наслідками.
- Мокша — звільнення із круговороту народження і смерті самсари.
- Йога у її різних напрямках.

### Поняття Бога в індуїзмі
Послідовники монотеїстичної традиції вайшнавізму, які складають близько 70 % від загальної кількості індусів, поклоняються Вішну та його аватарам, таким, як Крішна та Рама.
Індуїзм є комбінацією найрізноманітніших філософських систем і вірувань, заснованих на монотеїзмі, політеїзмі, панентеїзмі, пантеїзмі, монізмі та атеїзмі. Іноді індуїзм відносять до генотеїзму (поклоніння одному Богу, і у той ж час прийняття існування інших богів), однак, використання будь-якого подібного терміна є надмірним спрощенням складної та різноманітної системи вірувань індуїзму.
Індуїстський автор Ситансу Чакраварті описує поняття Бога в індуїзмі у такий спосіб:
|  | Індуїзм — це монотеїстична релігія, послідовники якої вірять у те, що Бог проявляє Себе в різних іпостасях. Людина може поклоняться тій з іпостасей Бога, яка найближча йому, при цьому ставлячись шанобливо до інших форм поклоніння. та Bhaskarananda, 1994 Згідно зі школою адвайта-веданти, метою життя є усвідомлення своєї єдності, як атмана із Брахманом. У деяких Упанішадах стверджується, що той хто повністю усвідомлює атман усередині себе і його єдність із Брахманом, досягає мокші (звільнення). |

Абсолютна більшість індусів вірять у те, що дух або душа (атман) є вічною, споконвічною, дійсною сутністю кожного індивіда. Відповідно моністичним/пантеїстичним богословським школам в індуїзмі (таким, як адвайта-веданта), атман споконвічно невідмінний від верховного духу Брахмана. Вони описують Брахман як «Єдиний і неподільний», тому ці школи називають «моністичними».
Інші напрямки в індуїзмі, називані дуалістичними, розглядають Брахман, як безособовий аспект Верховної Особистості Бога. Вони поклоняються Богу у формі Вішну, Крішни, Шиви або Шакті залежно від богословської школи, до якої належать. Атман перебуває в постійній залежності від Бога, а досягнення мокші стає можливим через любов до Бога й по милості Бога. Коли Бог розглядається, як Верховна Особистість (а не, як безкінечний безособистісний принцип) Бога називають Ішвара («Господь»), Бгагаван («Всеблагий»), або Парамешвара («Всевишній Господь»). Деякі філософські школи, як то самкх'я, притримуються атеїстичного світогляду.

#### Чоловічі та жіночі аспекти Бога

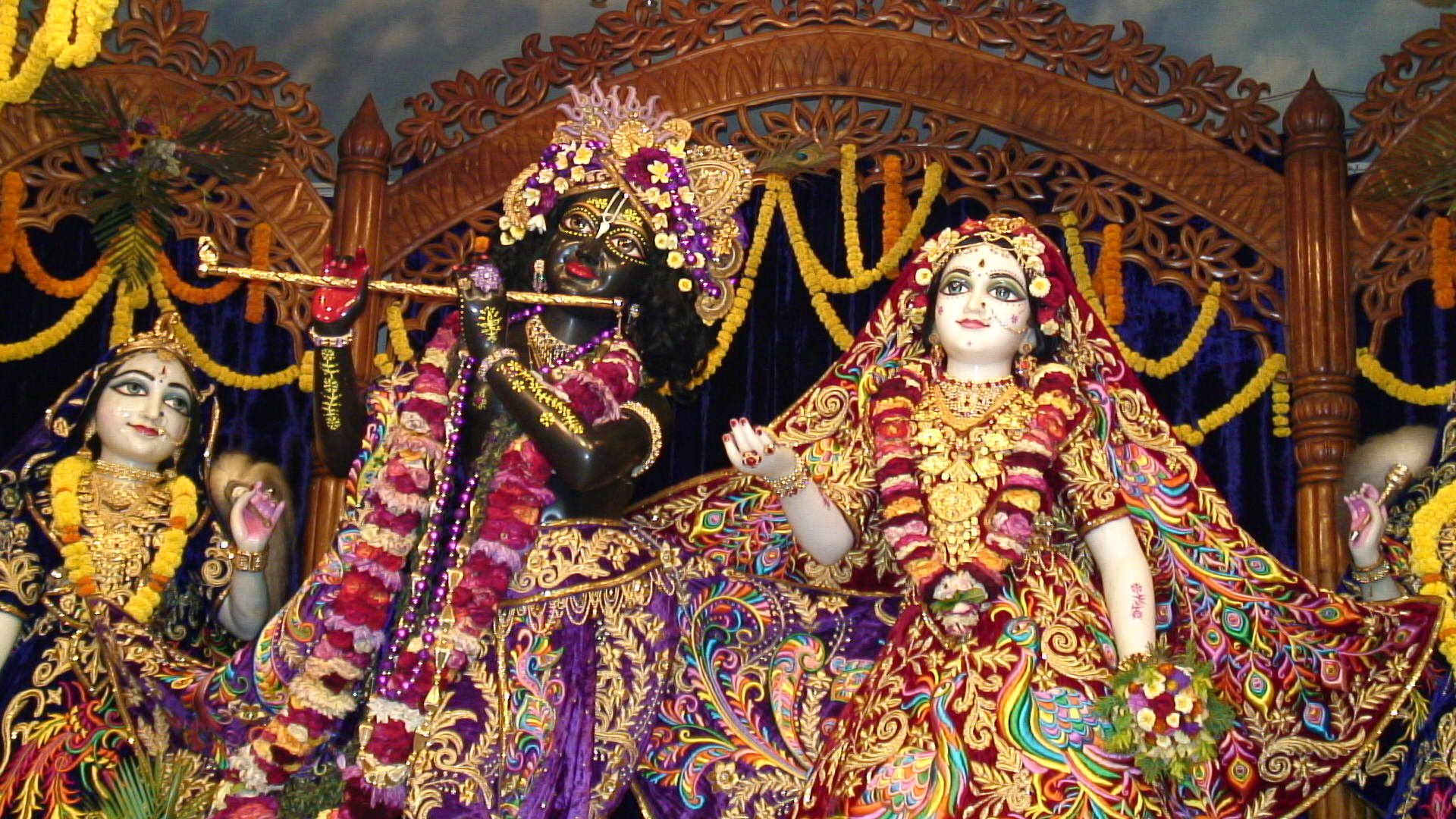
Мурті Радги та Крішни в гаудія-вайшнавському храмі в Маяпурі, Західний Бенгал.

Різні напрямки в індуїзмі дотримуються різних поглядів щодо природи та статевої приналежності Верховної Особи Бога або Верховної Істоти. Одні традиції в індуїзмі поклоняються Богові в Його нейтральній, безособистісній формі, як Брахману (сам термін «Брахман» на санскриті — слово середнього роду), тоді, як інші напрямки індуїзму представляють Бога, який має чоловічу та жіночу іпостась, і навіть розглядають жіночу іпостась Бога як джерело чоловічої.
З точки зору давньоіндійської філософської школи «санкгья», космічне творіння являє собою результат взаємодії чоловічої та жіночої енергій Абсолюту, де матерія або матеріальна енергія зветься пракріті, і являє собою жіноче начало, а духовна енергія, яка представляє чоловічий дух або чоловіче начало, називається пуруша. Як пракріті, так і пуруша є первинними, вічними енергіями, що існують до прояву матеріального космосу. Початкова природа пракріті характеризується пасивністю та інертністю; пракріті приходить в рух лише після контакту з кінетичною пурушею, в результаті якого виявляються різні форми матеріального космосу. Ідея пракріті і пуруші також співвідноситься з концепцією Божественного Подружжя — практично всі деви в індуїстському пантеоні мають наречену чи жіночу половину, яка називається деві. 3агалом можна прийти до висновку, що в індуїзмі Бог, будучи первинним джерелом чоловічого та жіночого начал, має як чоловічі, так і жіночі аспекти.

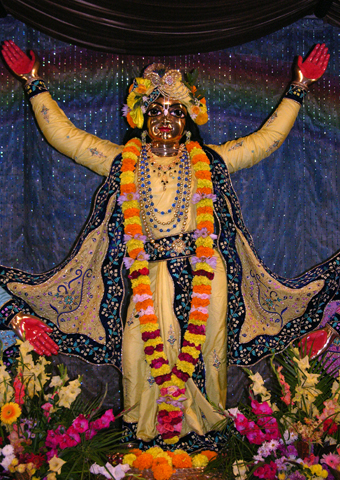
Мурті Чайтаньї в гаудія-вайшнавістському храмі в Маяпурі.Послідовники гаудія-вайшнавістської традиції індуїзму поклоняються Чайтаньї, в якому чоловіча і жіноча іпостасі Бога — Крішна та його кохана Радга — зплелися в єдине ціле.

У більшості традицій вайшнавізму Вішну вважається Всевишнім Богом і виступає як чоловіче начало, одночасно залишаючись за межами гендерних відмінностей, які застосовуються до Нього лише заради живих істот, через свою матеріальну обумовленість нездатних осягнути Його цілком духовний стан. Багато послідовники вайшнавізму поклоняються Лакшмі та Вішну, які володіють рівною могутністю в чоловічій та жіночій іпостасях Бога. Послідовники шиваїзму застосовують ту ж філософську концепцію відносно Шиви і Парваті. У Гауді-вайшнавізмі особливо підкреслюється важливість поклоніння жіночій іпостасі Бога — Радсі, яка ставиться вище від Крішни — її коханого, що представляє чоловічу іпостась. У цій традиції, Чайтанья Махапрабху розглядається, як спільна аватара Радги і Кришни — чоловіча та жіноча іпостасі Бога, що злилися в одне.
У філософії «адвайта» стверджується, що усі існуючі прояви Бога — як жіночі, так і чоловічі — є різними формами безособистісного абсолюту Брахмана, який нейтральний і не піддається опису або визначенню. Брахман розглядається, як Бог, що не володіє особистістю або атрибутами (ніргуна-брахман) або володіє атрибутами (сагуна-брахман), і прирівнюється до Ішвари. У адвайта-Веданта, Ішвара — це прояв форми брахмана в людському розумі.

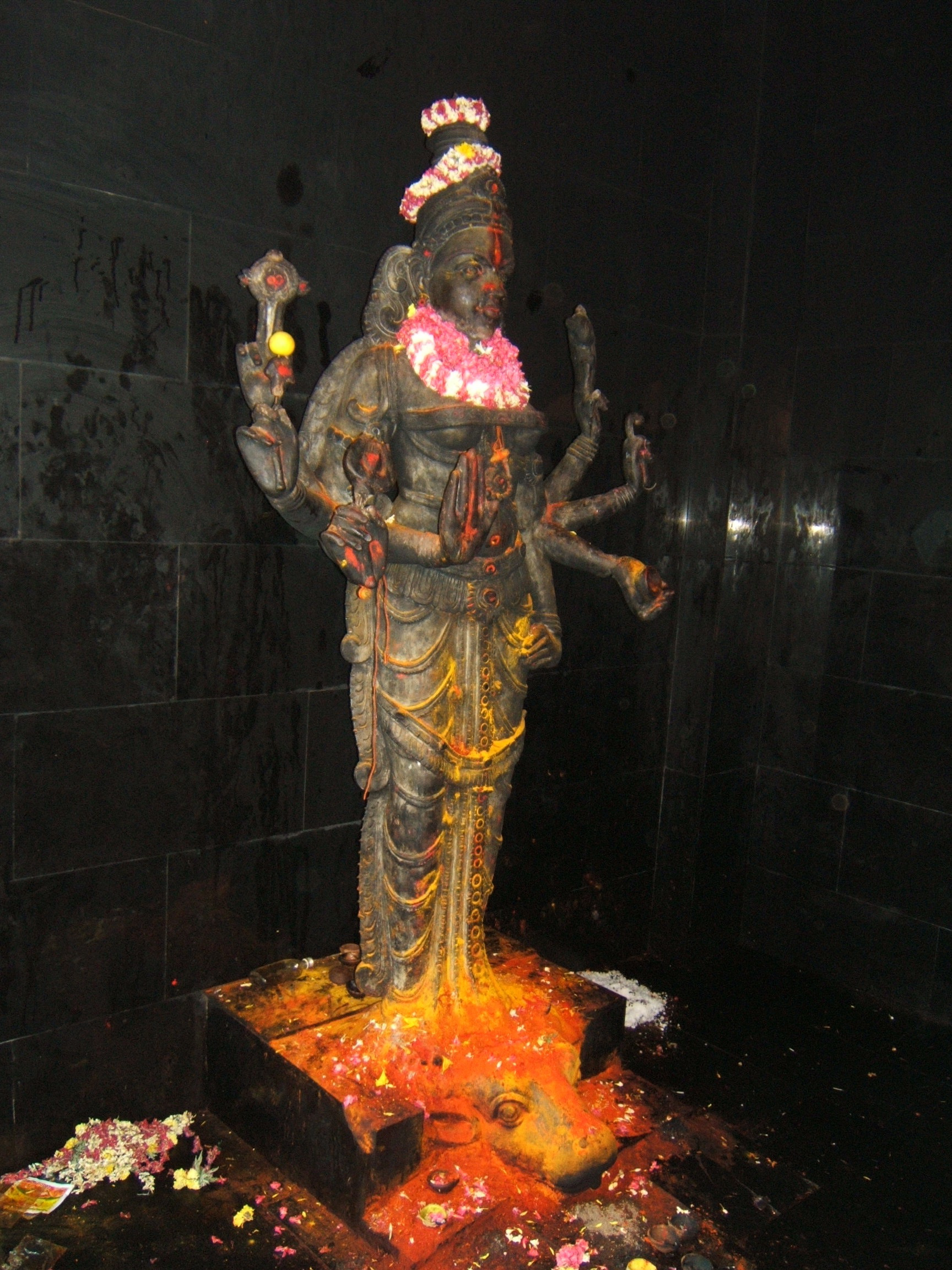
Мурті богині Дурги в одному з шактійських храмів Труваннамалай, Тамілнаду

У традиціях шактизму Богу поклоняються як жіночому началу, як початковій богині-матері Шакті або Деві в різних її формах. За відсутності Шакті чоловіче начало розглядається як пасивне і бездіяльне. В ортодоксальниму шактизмі Великій богині-матері, або Махадеві, поклоняються, як Всевишньому, як уособленню Верховного брахмана, єдиної і неподільної, з якої виходять усі інші іпостасі Бога (як чоловічі, так і жіночі) і яка є початковий джерелом матеріального і духовного світу. Ні в якій іншій релігійній традиції світу не зустрічається доктрина, що відрізняється такою відверто «жіночою» орієнтацією.

### Деви та аватари
У священних писаннях індуїзму описуються небесні істоти, називані діви («що світні», «що блищать»), що можна перекласти на українську мову, як «Боги» або точніше «напівбоги». Деви є невід'ємною частиною індуїстської культури — їх зображують у мистецтві, архітектурі, іконографії, вони описуються в різних історіях, особливо в індійській епічній поезії і Пуранах. Діви, однак, є слугами Ішвари, Верховного Особистісного Бога, якому багато індусів поклоняються в одній з Його іпостасей як своєму ішта-девате або обраному ідеалу; причому цей вибір ґрунтується на особистих перевагах кожного індуса, а також на регіональних і сімейних традиціях поклоніння.
В індуїстських епосах і Пуранах описується багато історій про те, як Бог сходить на Землю в людському вигляді, з метою відновити дгарму в суспільстві й привести людство до мокші (звільненню із круговороту народження й смерті). Такі втілення або іпостасі Бога називаються «аватарами». Найголовнішими аватарами Вішну (якого більшість індусів розглядають, як споконвічну іпостась Бога і джерело всіх аватар) є Крішна (головний герой «Махабхарати») і Рама (протагоніст «Рамаяни»). У більшості традицій індуїзму Крішну вважають повною аватарою Вішну, у якій виявилися всі трансцендентні якості особистісного Абсолюту. У таких течіях індуїзму, як Ґаудія-Вайшнавізм, Валлабха-Сампрадая і Німбарка-Сампрадая, Крішні поклоняються, як парам-бгаґавану — верховній іпостасі Бога, джерелу, як усіх аватар, так і самого Вішну.

### Карма і сансара
Карма буквально перекладається як „дія“, „діяльність“ або „робота“ і може бути описана як „закон дії і воздаяння“. Згідно з Упанішадами, індивід, називаний терміном джива або джива-атма, розбудовує певні самскари (враження, відбитки) від будь-яких дій, які він робить, як на фізичному, так і на розумовому рівні. Самскари відкладаються у так званому „лінга-шарірешаріте, шаріке, шарніре“ — тонкому тілі, яке тонше за фізичне тіло, але грубше за душу. У ньому самскари переносяться до наступного життя, формуючи єдину у своєму роді психо-фізичну природу людину, визначаючи його схильності і бажання, визначаючи його карму. Таким чином, концепція загального, нейтрального і безпомилкового закону карми безпосередньо пов'язана з реінкарнацією, а також з особистістю індивіда, його якостями і його родиною. Карма сплітає разом поняття свободи волі і долі.
Круговорот дії, наслідків дії, народження, смерті, і перенародження зветься самсарою. Поняття реінкарнації і карми лежать в основі індуїзму та різних напрямків у його філософії і віруваннях. У „Бгаґавад-Ґіті“ стверджується:
|  | Як людина, знімаючи старий одяг, одягає новий, так і душа входить у нові матеріальні тіла, залишаючи старі й безкорисні. |

Світ самсари забезпечує ефемерні насолоди, які підтримують у людині бажання народжуватися знову й знову заради задоволення тлінного матеріального тіла. Звільнення зі світу самсари через досягнення мокші приносить вічне щастя і умиротворення.
Кінцева мета життя позначається такими термінами як мокша, нірвана або самадхі, і різними напрямками індуїзму розуміється по різному:
- Усвідомлення своєї єдності з Богом
- Усвідомлення своїх вічних взаємин з Богом
- Досягнення чистої любові до Бога
- Усвідомлення єдності усього буття
- Усвідомлення свого дійсного „Я“
- Досягнення ідеального умиротворення
- Повна свобода від матеріальних бажань

Досягши кінцевої мети людського існування, індивід звільняється із самсари і припиняє цикл перевтілень. Точне визначення мокші дається різними філософськими школами індуїзму по-різному. Наприклад, адвайта-веданта стверджує, що після досягнення мокші, атман припиняє своє існування, як особистість і зливається з безособовим Брахманом. Послідовники дуалістичних шкіл двайти ототожнюють себе, як часточки Брахмана, які вічно володіють індивідуальністю. Після досягнення мокші вони очікують на потрапляння до однієї з лок (планет) духовного світу, і навічно залишитися там, насолоджуючись вічними взаєминами з однією з форм Бога (ішвариінвари). Духовний світ, називаний Вайкунтха (обитель Вішну) є найближчим аналогом Царства Бога. Також говориться, що послідовники двайти прагнуть „покуштувати насолода цукру“, тоді як послідовники адвайти прагнуть „перетворитися в цукор“.
Поняття пекла і раю представлені в пураічній літературі індуїзму. Там описуються незліченні райські і пекельні локи (планети або плани буття), де вмерлих винагороджують або карають залежно від зроблених ними благих або гріховних вчинків. Індивід, який потрапив у пекельні тонкі сфери буття, може бути визволений звідти за допомогою жертвоприносин їжі й води, які повинні проводитися його дітьми і онуками. Провівши там певне час, він „знову вмирає“ (мова йде про безперервний рух душі через проміжні стани до наступного втілення), проходить крізь різні матеріальні елементи (землю, воду, повітря, вогонь, ефір та інші, тонші елементи), і нарешті, заново народжується в одному з 8 400 000 типів тіл, які заповнюють всесвіт, одержуючи у такий спосіб нову можливість досягти самоусвідомлення.

### Мета життя
У класичній філософії індуїзму описуються дві основні життєві дгарми: ґріхастга-дгарма і саньяса-дгарма.
У ґріхастга-дгармі присутні чотири основні мети, котрі звуться пурушартгі:
1. Кама — чуттєва насолода[49][50]
2. Артга — матеріальне багатство та успіх[49][50]
3. Дгарма — правильна діяльність, виконання свого обов'язку у згоді з настановами священних писань[49][50]
4. Мокша — звільнення із самсари[49][50]

Серед чотирьох пурушартг, дгарма і мокша мають особливе значення — на стадіях Ками та артгі, людина повинна діяти згідно із принципами дгарми і розглядати як кінцеву мету мокшу.
Саньяса визнає, але не використовує Каму, артгу і дгарму, повністю зосереджуючи на мокші. Ті, хто слідує ґріхастга-дгармі, рано або пізно також досягають цієї стадії. Дехто, однак, приходить до саньяса-дгарми миттєво, незалежно від того, на якому етапі вони перебували перед цим.

### Йога

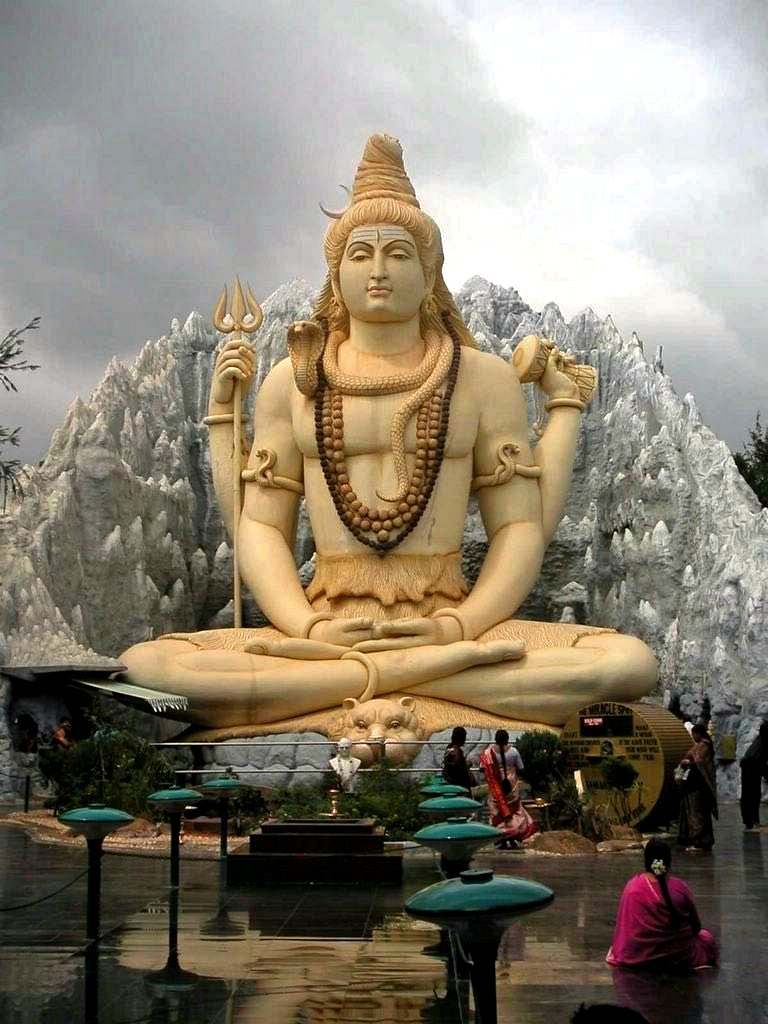
Статуя, що зображує Шиву в медитації. Бангалор, Карнатака

Незалежно від того, яка кінцева мета життя для індуса, існує кілька методів йоги, які були дані мудрецями для досягнення цієї мети. Того, хто займається йогою, називають йогом. До текстів, в яких описуються різні види йоги, ставлять „Бгаґавад-Ґіту“, „Йога-сутра“, „Хатга-йога-прадіпіка“, а також Упанішади.
До різновидів йоги, слідуючи яким можливо досягти вищої духовної досконалості (мокші, самадхі або нірвани), ставляться:
- Бгакті-йога — шлях любові та відданості Богу[51]
- Карма-йога — шлях правильних дій[51]
- Раджа-йога — шлях медитації[51]
- Джняна-йога — шлях знання або мудрості[51]

Людина може слідувати одному із цих шляхів або декільком, залежно від нього або її схильностей і розуміння. Традиції бгакті вчать тому, що для більшості людей бхакті є єдиним практичним шляхом для досягнення духовної досконалості в справжню епоху Калі Юґа. Практика одного виду йоги не виключає можливість практикувати також й інші. Наприклад, прийнято вважати, що практика гьяна-йоги неодмінно приводить до чистої любові до Бога, яка є основною метою бгакті-йоги, і навпаки. Інші, котрі практикують глибоку медитацію (таку як у раджа-йозі) повинні також прямо або побічно дотримуватись основних принципів карма-йоги, гьяна-йоги і бгакті-йоги.

## Історія

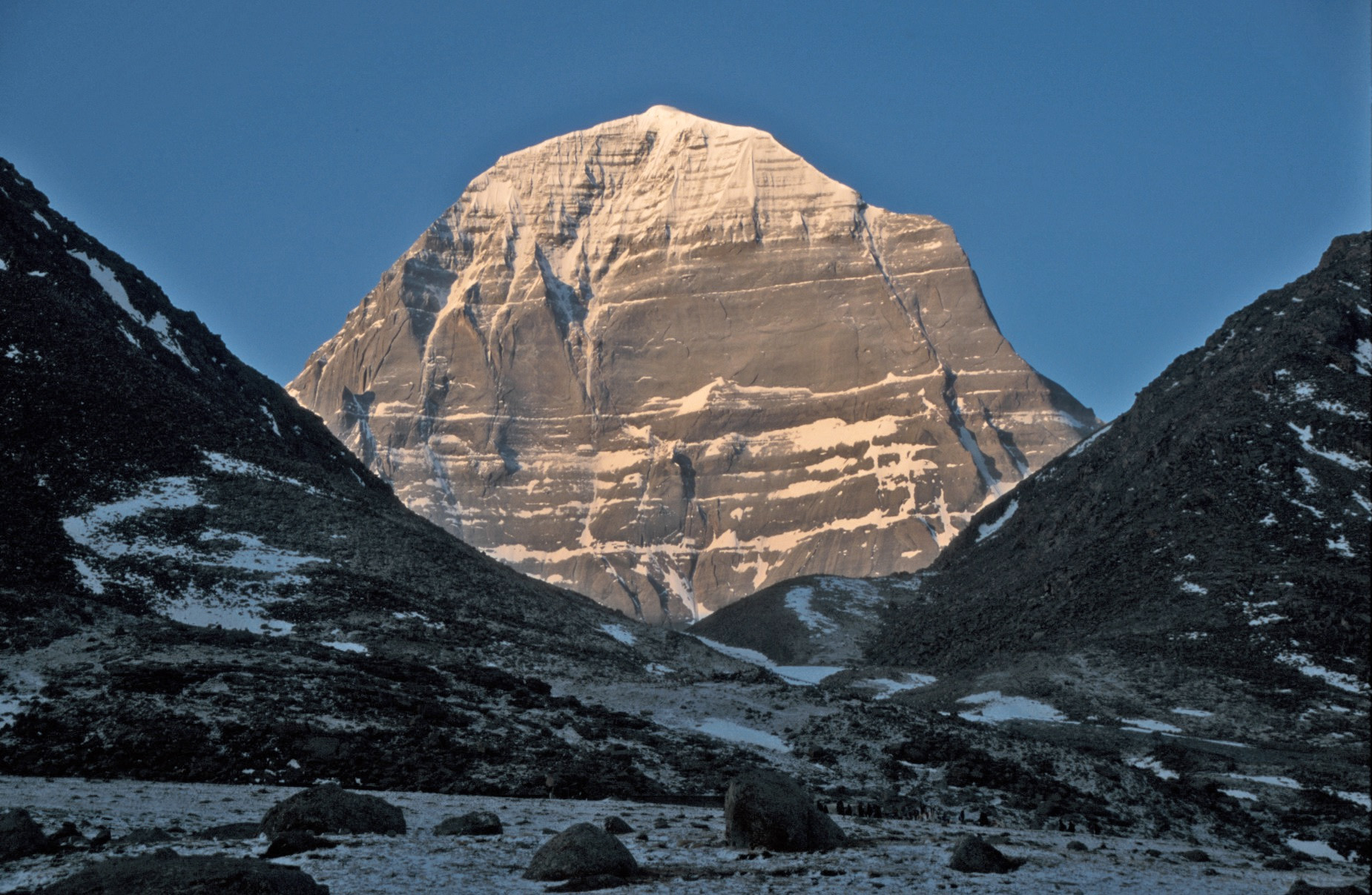
Священна гора Кайлаш у Тибеті вважається духовним домом Шиви.

Саме поняття «історія індуїзму» є свого роду протиріччям в термінах. Самі індуїсти називають свою традицію Санатана-дгарма «вічною дгармою», а все, що має яке-небудь релігійне значення, вважають анаді — не маючім початку. У випадку з індуїзмом, його історія не грає у вивченні традиції ту ж роль, що в християнстві або буддизмі. Виникнення індуїзму і його розвиток не пов'язані з якою-небудь центральною історичною подією або загальним історичним рухом. Більшість індуїстів вірять у те, що низка подій, яку прийнято називати історією, повторюється знову і знову у вічному циклі. Деякі з основних шкіл індуїстської філософії ототожнюють цей самоповторний світ самсари з майею (ілюзією) і авідьєю (невіглаством). Таким чином, базою для «історії», яка документує зовнішню сутність що відбувається, описує зовнішню сторону подій, служить свого роду «вище невігластво».
Багато індологів виділяють три ступені в розвитку релігійного мислення стародавньої Індії: ведизм, брахманізм і власне індуїзм. Згідно з Клостермайером, подібному найменуванню етапів в історичному розвитку індуїзму важко знайти виправдання. Якщо використання терміна «індуїзм» є проблематичним стосовно Вед і Брахманів, де він не згадується, рівнозначно проблематично його застосування у відношенні до давньоіндійського епосу і Пуранам, де він також не використовується. Сучасні індуїсти, у свою чергу, називають свої живі традиції «ведичними», а індуїзм — «вайдіка-дгармою» («ведичною релігією»). Прийняття Вед як священного писання вони вважають критерієм ортодоксальності.
Найперші свідоцтва про практику індуїзму датуються періодом від пізнього неоліту до періоду Хараппської цивілізації (5500-2600 років до н. е.). Вірування і практики докласичного періоду (XVI—VI століття до н. е.) прийнято називати «історичною релігією» Вед або «ведизмом». Сучасний індуїзм походить з Вед, найдавнішою з яких вважається «Ріґведа», що датується більшістю учених другою половиною II тисячоліття до н. е. Веди, в основному, присвячені поклонінню різним дівам (напівбогам), таким, як Індра, Варуна та Агні, в них також міститься опис ритуалу Сома. Основною релігійною практикою релігії вед було здійснення вогненних жертвопринесень, званих ягя, і повторення ведичних мантр. Древні традиції вед мають велику схожість із зороастризмом та іншими індо-європейськими релігіями. У епічний та пуранічний періоди (приблизно у VI—II століттях до н. е.) були записані перші версії епічних поем «Рамаяни» і «Махабхарати»,, хоча усно вони передавалися в перебігу багатьох століть до і після цього періоду. У цих епічних творах описуються історії правителів і війн древньої Індії, які підносяться у поєднанні з релігійними і філософськими трактатами. У Пуранах описуються історії різних аватар, а також діви, їх взаємини з людьми і битви з демонами.

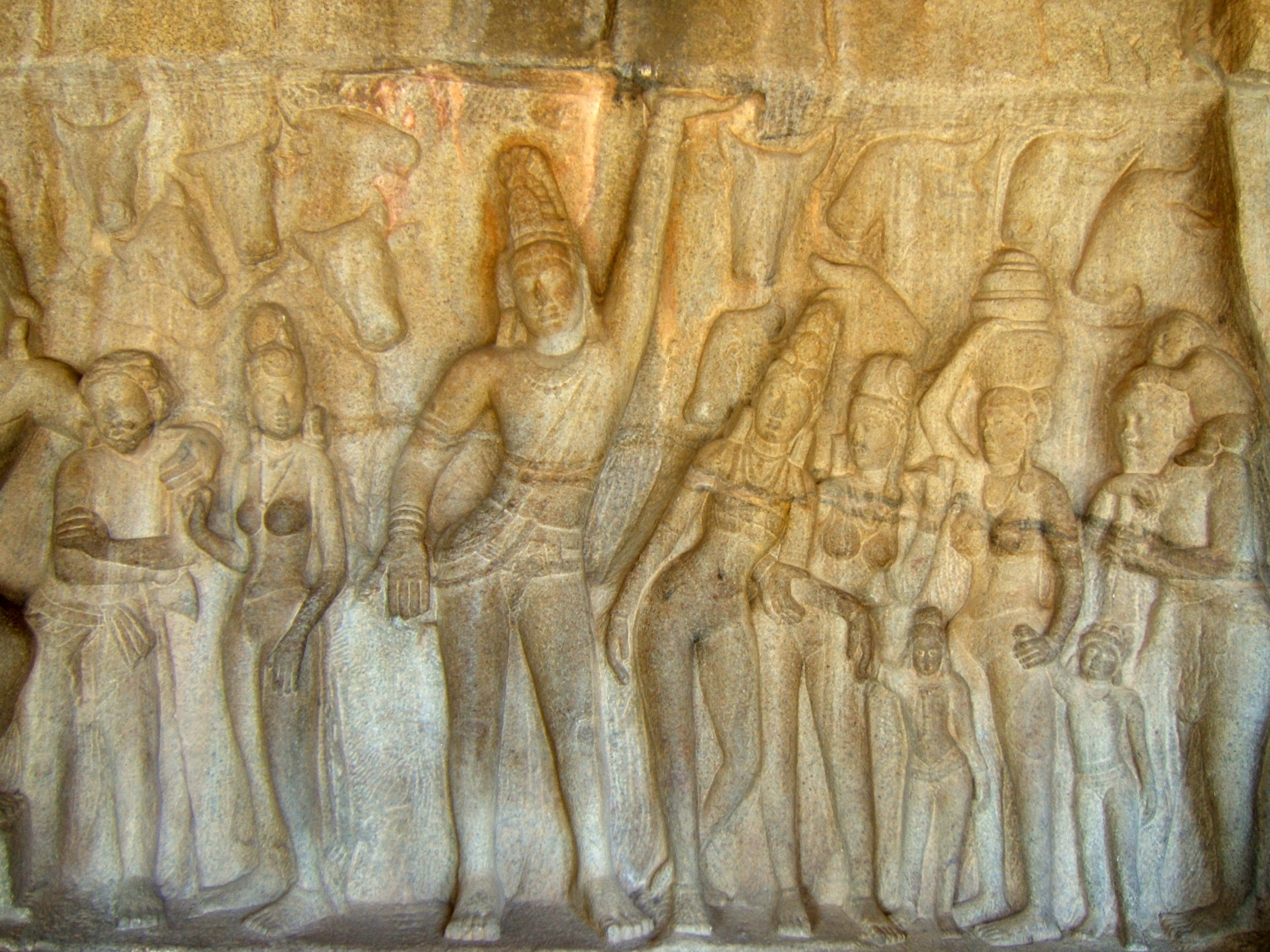
Крішна піднімає гору Ґовардгана. Барельєф VII століття у Махабаліпурам, Таміл-Наду

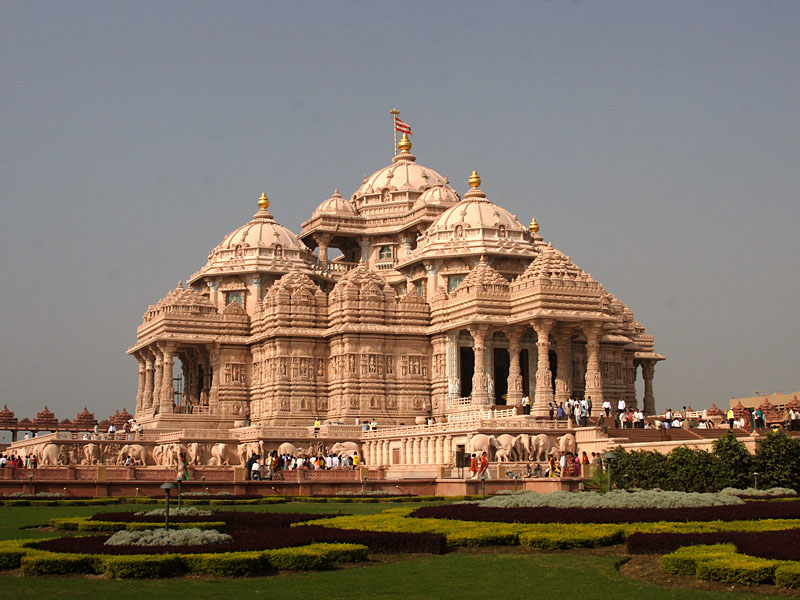
Храм Акшардгам у Нью-Делі

Початок нової епохи в історії індуїзму поклав прихід і розповсюдження по всій Індії філософії Упанішад, джайнізму, і буддистської релігійно-філософської думки. Махавіра і Будда навчали тому, що для досягнення мокші або нірвани немає необхідності приймати авторитет Вед або кастовую систему. Буддизм пішов далі, заявивши, що «Я», «душа» (як щось, що не піддається змінам), і Бог (фігура, аналогічна творцю) просто не існують. Буддизм увібрав безліч елементів образної і понятійної системи індуїзму, але присвоїв їм інші значення. Буддизм досяг свого апогею під час правління імператора Ашоки та імперії Маур'їв, які змогли об'єднати індійський субконтинент в одну державу в III столітті до н. е. У конкуренції з буддизмом за вплив на царський престол (опора на царський престол з самого початку була характерна для буддизму, як і проведення публічних диспутів при дворі) індуїзм став систематизованішим, практика жертвоприношень тварин, до Ашоки невід'ємна частина державного та громадського життя індусів, перестала відігравати значну роль в Індії у цілому. До II століття до н. е. у філософії індуїзму сформувалися шість основних шкіл:
1. Санкх'я[64]
2. Йога[64]
3. Ньяя[64]
4. Вайшешика[64]
5. Пурва-мімамса[64]
6. Веданта[64]

У VI столітті до н. е. Чарвака заснував у Північній Індії школу атеїстичного матеріалізму. У період між IV та X століттям н. е. індуїзм взяв гору над буддизмом і поширився по всій Індії, витіснивши буддизм за її межі.

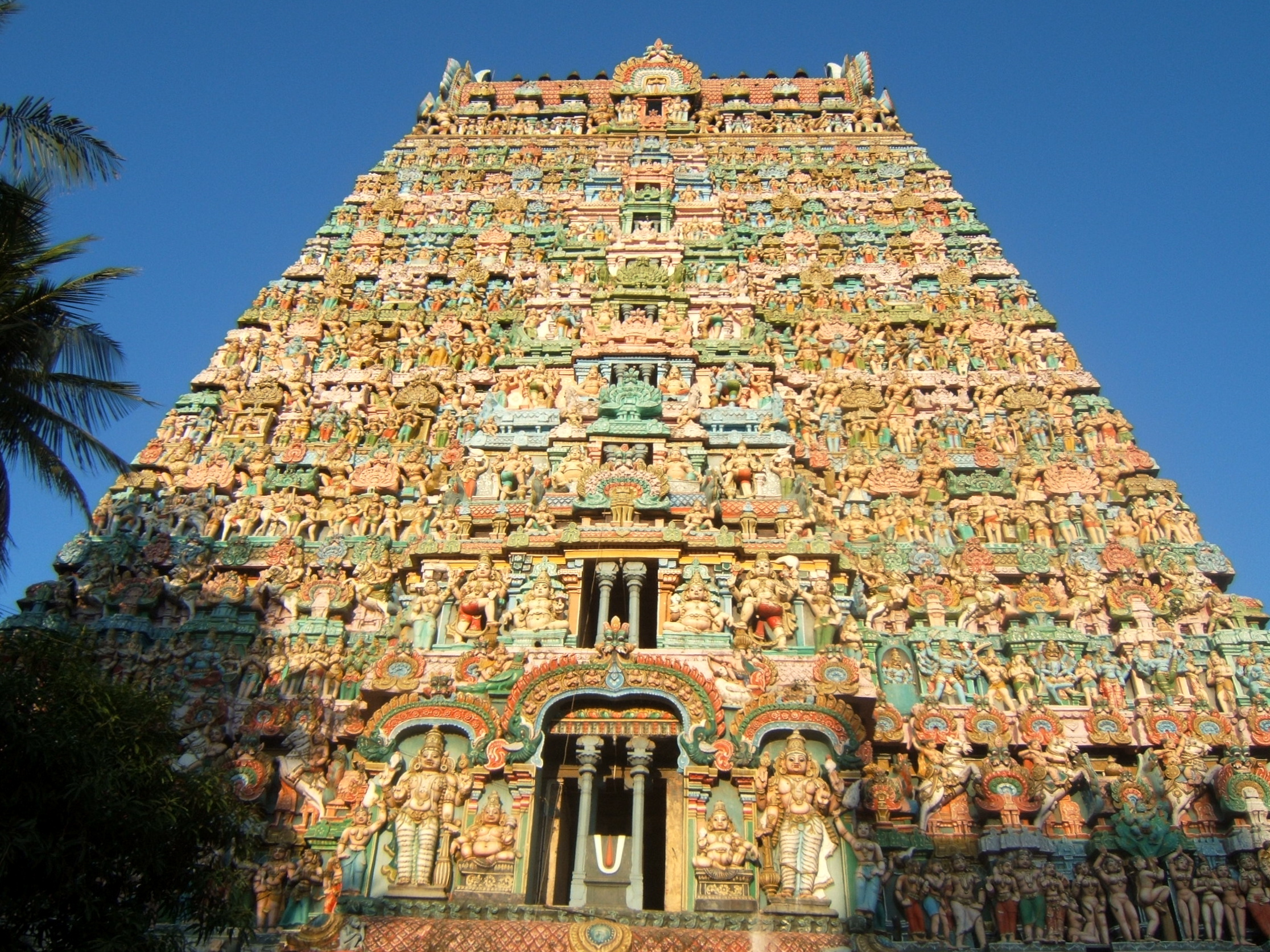
Храм Шаранґапані в Кумбаконам, присв'ячений Вішну

Хоча іслам прийшов до Індії вже на початку VIII століття, разом з арабськими купцями і завоюванням Сіндха, він перетворився в одну з основних релігій у пізніший період завоювання мусульманами індійського субконтинента. Під час цього періоду буддизм остаточно прийшов до занепаду, а багато індусів звернулися в іслам. Багато мусульманських правителі, такі, як Аурангзеб руйнували індуські храми та гнали індусів, а деякі, такі, як Акбар, навпаки відзначались терпимістю. У середні віки індуїзм зазнав великих змін, в основному завдяки відомим ачарьям Рамануджі, Мадхві, та Чайтаньї. Послідовники рухів бхакті замінили абстрактну концепцію Брахмана, яку філософ Шанкара сформулював за кілька століть до цього, емоційно. і пристрасною відданістю Альваро до аватарів Бога, особливо до Крішни та Рами.

## Священні писанняі богослів'я

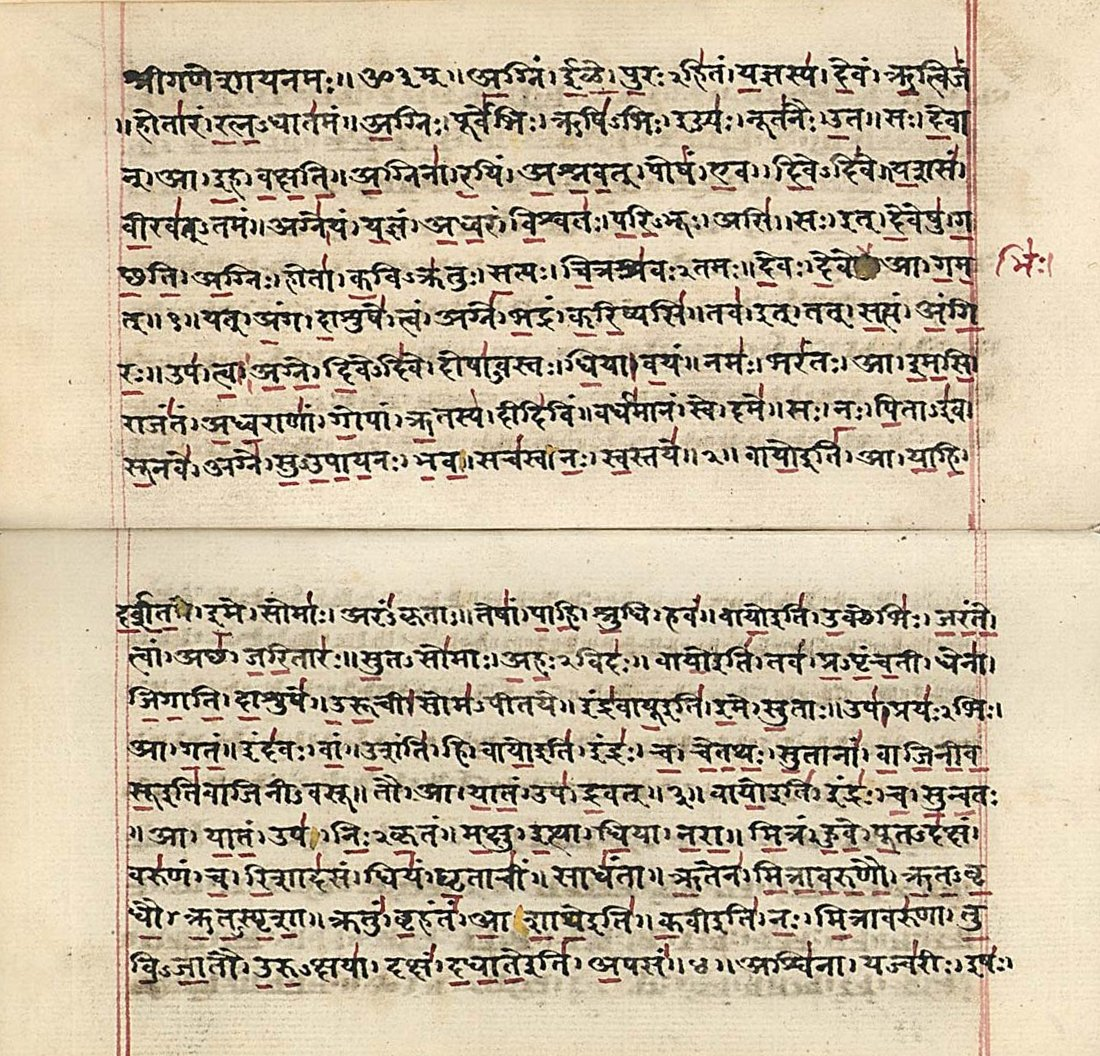
Рукопис „Ріґведи“ одного з найдавніших релігійних текстів у світі.

За одним з визначень, індуїзм ґрунтується „на скарбниці духовних законів, встановлених різними людьми в різні часи“.
Протягом багатьох століть священні тексти індуїзму передавалися усно в віршованій формі, яка, на думку вчених, використовувалася для полегшення запам'ятовування. Тільки набагато пізніше вони були записані. Протягом століть, мудреці вдосконалювали вчення та розширювали канон писань. У післяведичному та сучасному індуїзмі більшість священних писань, як правило, не тлумачаться буквально. Велика увага приділяється етичному та метафоричному змістові, що містяться в них. Більшість священних текстів написані на санскриті. Вони діляться на дві категорії Шруті та Смріті.
Термін „шруті“, який у буквальному перекладі означає „почуте“ використовується відносно чотирьох Вед, які прийнято вважати найстародавнішими писаннями. Більшість індусів вважає Веди за несотворенні людиною, вічні богооткровенні писання, які були дані людству через посередництво святих мудреців (ріші). Також існують деякі течії в індуїзмі, які не пов'язують створення Вед з якою-небудь особистістю або Богом. Веди приймаються як закони духовного світу, які існують вічно, і існували б, навіть якщо б ведичні мудреці не розповіли їх.
Існують чотири Веди:
1. Ріґведа
2. Сама-веда
3. Яджур-веда
4. Атхарва-веда

„Ріґведа“ розглядається як найважливіша з Вед. Вона не тільки вважається найдревнішим ведичним писанням, але і, можливо, найдавнішим індоєвропейським текстом. Кожна Веда ділиться на чотири частини. Основна частина кожної Веди називається „Самгіта“ і складається зі священних мантр. Інші три частини являють собою збірники коментарів, зазвичай написані прозою і, на думку вчених, відносяться до пізнішого періоду, ніж основні Самгіти.
Чотири частини, на які поділяється кожна Веда:
- Самгіти
- Брахмани
- Араньяки
- Упанішади

Самгіти і Брахмани прийнято відносити до категорії Карма-канди („обрядового розділу“), а Араньяки і Упанішади — до категорії Ґ'яна-канди („розділу про знання“). У той час як Веди зосереджені на ритуальних практиках, основною темою Упанішад є духовне самоусвідомлення і філософія. У них, зокрема, обговорюється природа Брахмана і реінкарнація.

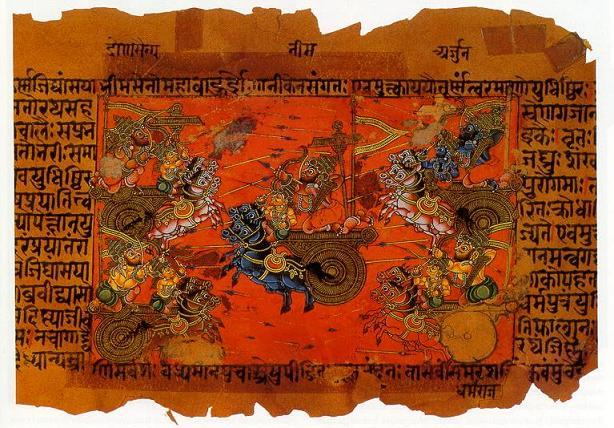
Ілюстрація, що зображає Битву на Курукшетрі, яка описується в „Махабхараті“

Інші священні писання індуїзму, що не мають відношення до категорії шруті, називають смріті („запам'ятоване“). Найважливіші зі смріті вважаються індійські епічні поеми „Махабхарата“ і „Рамаяна“. „Бгаґавад-Ґіта“ є частиною „Махабхарати“ і вважається найширше відомим із досліджуваних священних текстів індуїзму. У ній викладені філософські настанови Крішни воїну-принцу Арджуні перед початком великої Битви на Курукшетрі. Як самі індуси, так і багато західних вчених та філософів, вважають що в „Бгаґавад-Ґіті“ викладена основна суть усіх Вед. До категорії смріті також належать Пурани, які підносять індуські вірування та філософію в легшій і доступнішій формі, та містять у собі багато різних історій. Також існують окремі писання, якими керуються лише певні напрямки в індуїзмі, до них належать „Деви-махатмья“, Тантри, „Йога-Сутра“, „Тірумантірам“, „Шіва-сутри“ і Агами. Також важливим текстом є „Ману-смріті“, в якому описуються закони та громадські норми варнашрами.

## Релігійні практики

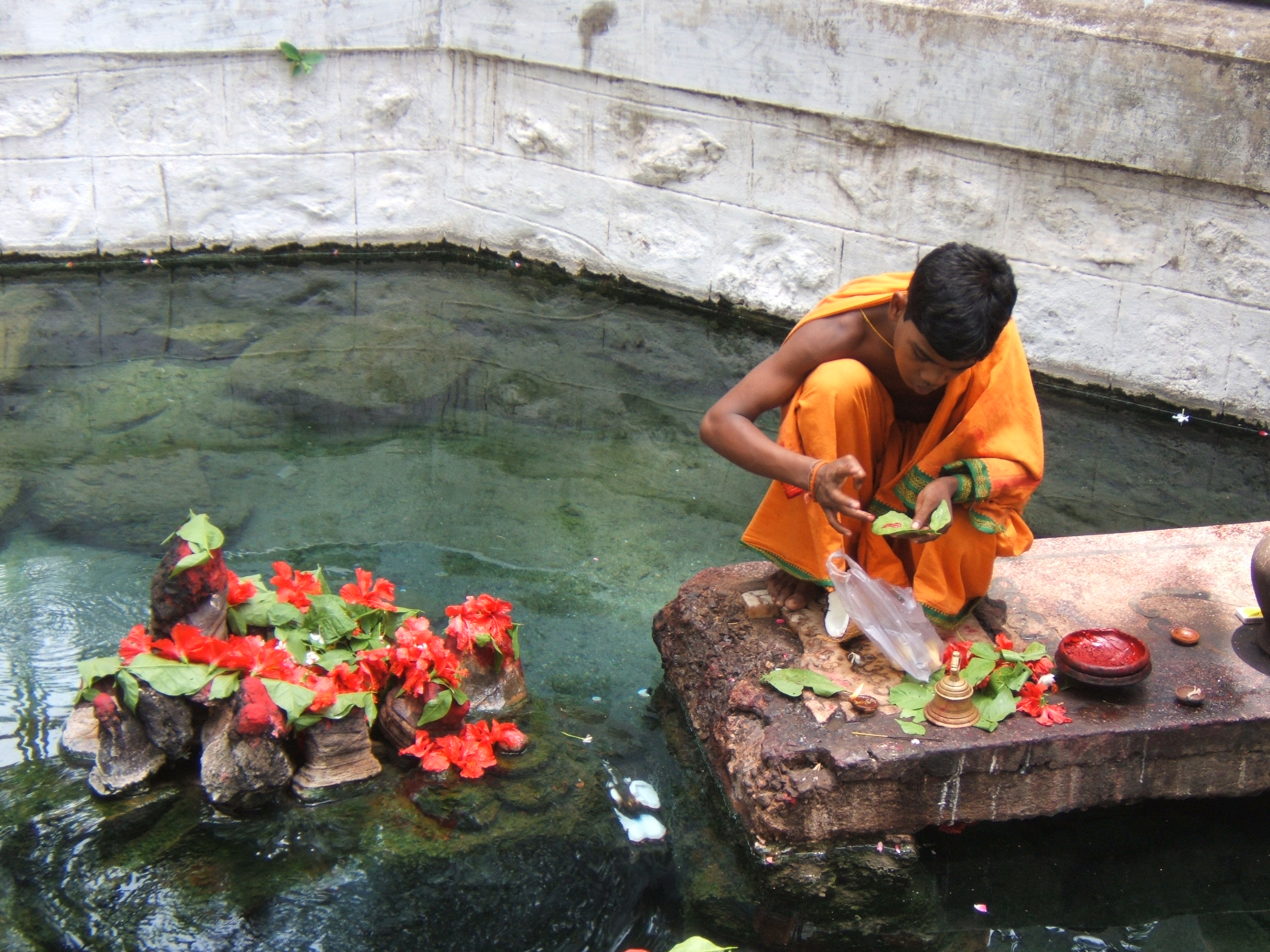
Брахмана-шакта здійснює пуджу в Таптапані, Орісса.

Індуїстські релігійні практики в основному спрямовані на усвідомлення Бога, а іноді й на одержання благословень від девів (напівбогів). Тому, в індуїзмі існують різні обряди, які допомагають людині думати про Бога у повсякденнім житті. Наприклад, індуси регулярно роблять пуджу. Вона проводиться, як у храмі, так і вдома. В індуських родинах, як правило, є свій вівтар з мурті певної форми Бога або Деви.

### Храми і мурті
Поклоніння в індуїзмі здійснюється за посередництвом мурті, які певною мірою можна зрівняти з іконами в християнстві. Мурти служить для зв'язку між об'єктом, що поклоняється індусом і, його поклоніння. Мурті розглядається, як прояв Бога, як щось невідмінне від Нього. Оскільки однією з якостей Бога є кругомсутність, Бог також проявляє себе за посередництвом мурті з метою полегшити для людей поклоніння Собі. У „Падма-Пуранебурані“, Парані, пузані, пуріні, Урані», зокрема, стверджується, що мурті не слід сприймати за звичайний камінь або шматок дерева — мурт є прямою маніфестацією Бога. Деякі течії в індуїзмі, такі як Ар'я-Самадж, не схвалюють поклоніння Богу за допомогою мурті. Кожен індуїстський храм, за звичай, присвячений якомусь одному основному богу, або формі Бога, представленому у вигляді мурті на головному вівтарі, а також декільком іншим богам або аватарам. У деяких храмах існує по кілька основних мурті. Відвідування храмів не є обов'язковим. Багато індусів приходять у храм тільки під час релігійних свят.

### Символіка

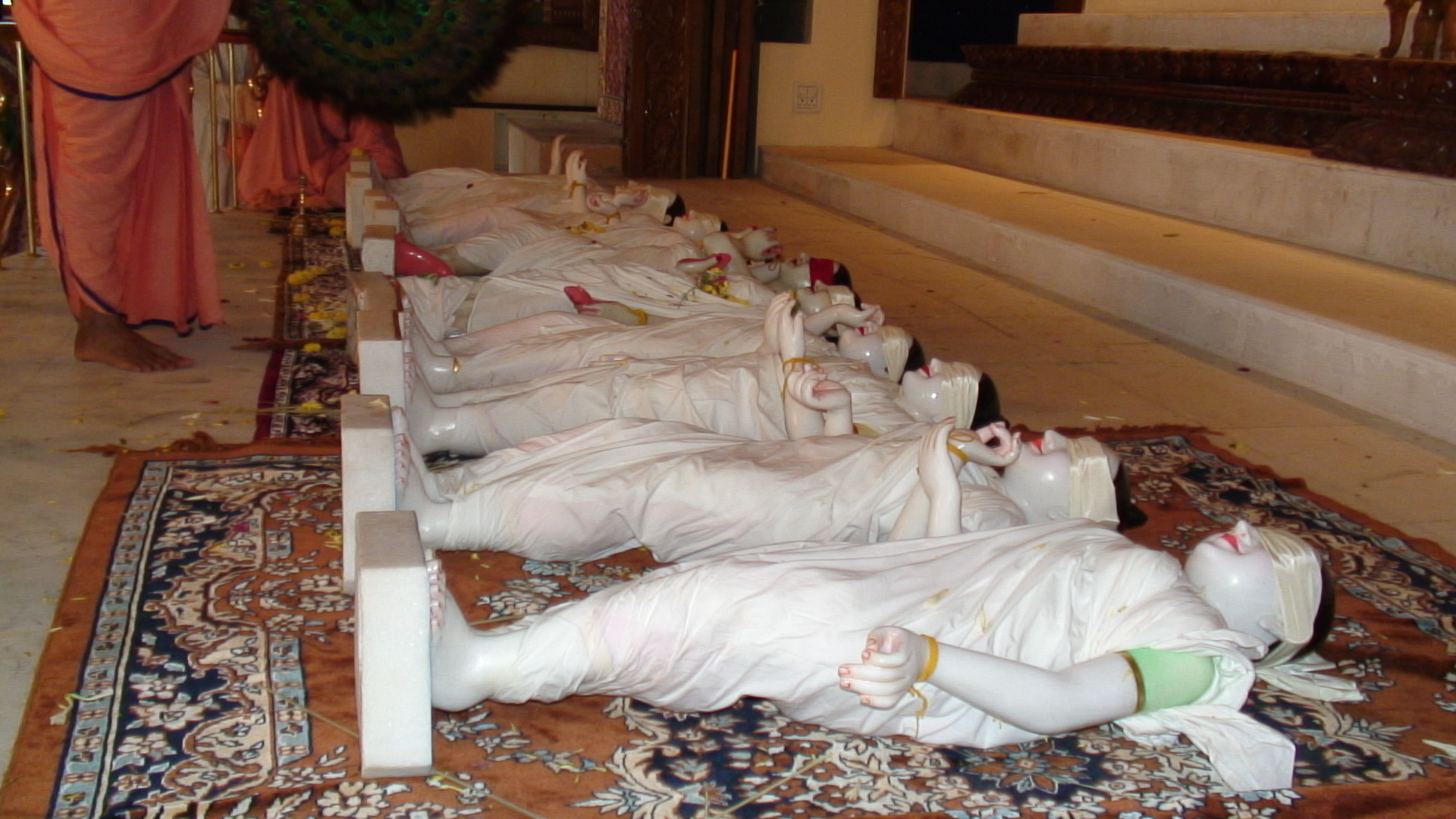
Мурті Радги-Крішни і вісім ґопі перед обрядом встановлення у новому храмі в Тірупаті, Андхра-Прадеш

Індуїзм має добре розвинену систему символіки та іконографії, яка знаходить свій прояв у мистецтві, архітектурі, літературі і поклонінні. Символи беруть своє значення з писань і культурних традицій. Склад «Ом» (який символізує Парабрахман) і знак свастики (який персоніфікує благополуччя) в якійсь мірі є символами індуїзму, тоді, як інші знаки, такі, як тилака, вказують на послідовника певної традиції в індуїзмі. Також існує багато символів, які ототожнюються з тими або іншими дівами, формами або аватарами Бога; до них відносять лотос, чакра та віна.

### Обряди

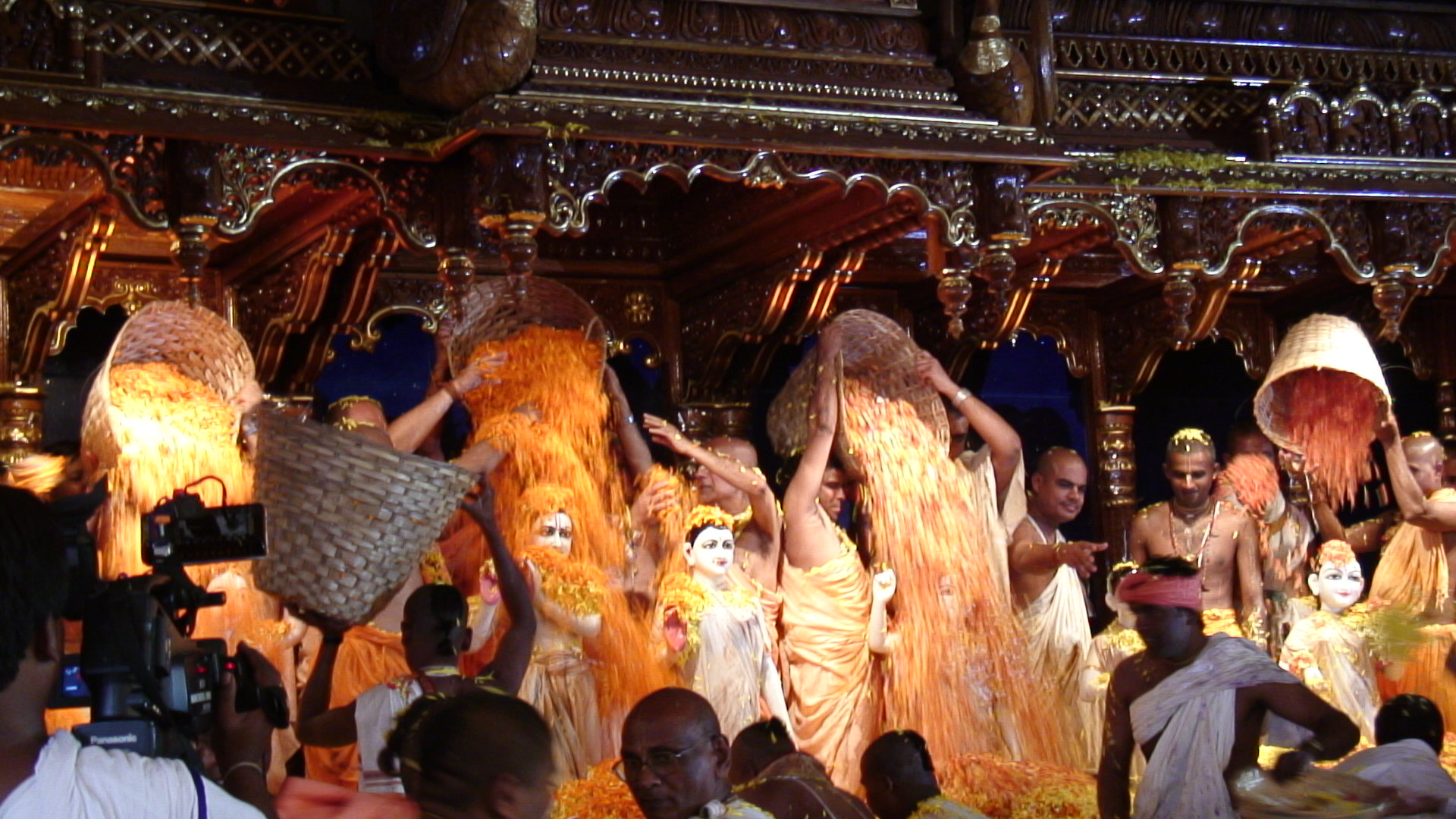
Індуїстський обрядпушпа-абгішека (омовіння квітковими пелюстками) у храмі Міжнародного Товариства Свідомості Крішни в Тірупаті

Більшість індусів беруть участь в релігійних обрядах щодня. Багато індусів також проводять релігійні обряди у себе вдома. Індуси здійснюють такі щоденні ритуали:
- Пуджа на сході сонця після прийняття омовіння, або в кінці дня. Цей обряд зазвичай відбувається в сімейному храмі або домашньому вівтарі і складається з піднесення мурті запаленої лампи, пахощів і харчів, які після піднесення вважаються прасадом.
- Читання різних священних писань.
- Бгаджана або кіртана — обряд оспівування молитов, мантр і релігійних пісень.
- Різні види медитації, такі як читання мантр на вервиці «джапа-мала», — ритуал, який називається «джапа».[80]

Мантри і молитви, своїм змістом, звуком і способом повторення допомагають зосередити розум на духовному рівні або висловити свою відданість Богу або девам. Велику роль у індуїстському релігійному житті відіграє ритуальне повторення або оспівування мантр. Воно може здійснюватися індивідуально як джапа (повторення мантр на вервиці), або проводиться в групі — практика, яка називається кіртана або бгаджана. Для багатьох індусів ці практики є основою духовного життя.
Відмітною особливістю релігійних ритуалів є розмежування між чистотою і оскверненням.
Релігійні обряди заздалегідь передбачають деяку ступінь осквернення що чинить їх, який повинен очиститься в процесі обряду або до здійснення його. Очищення зазвичай здійснюється за допомогою води і є невід'ємною частиною більшості релігійних обрядів.

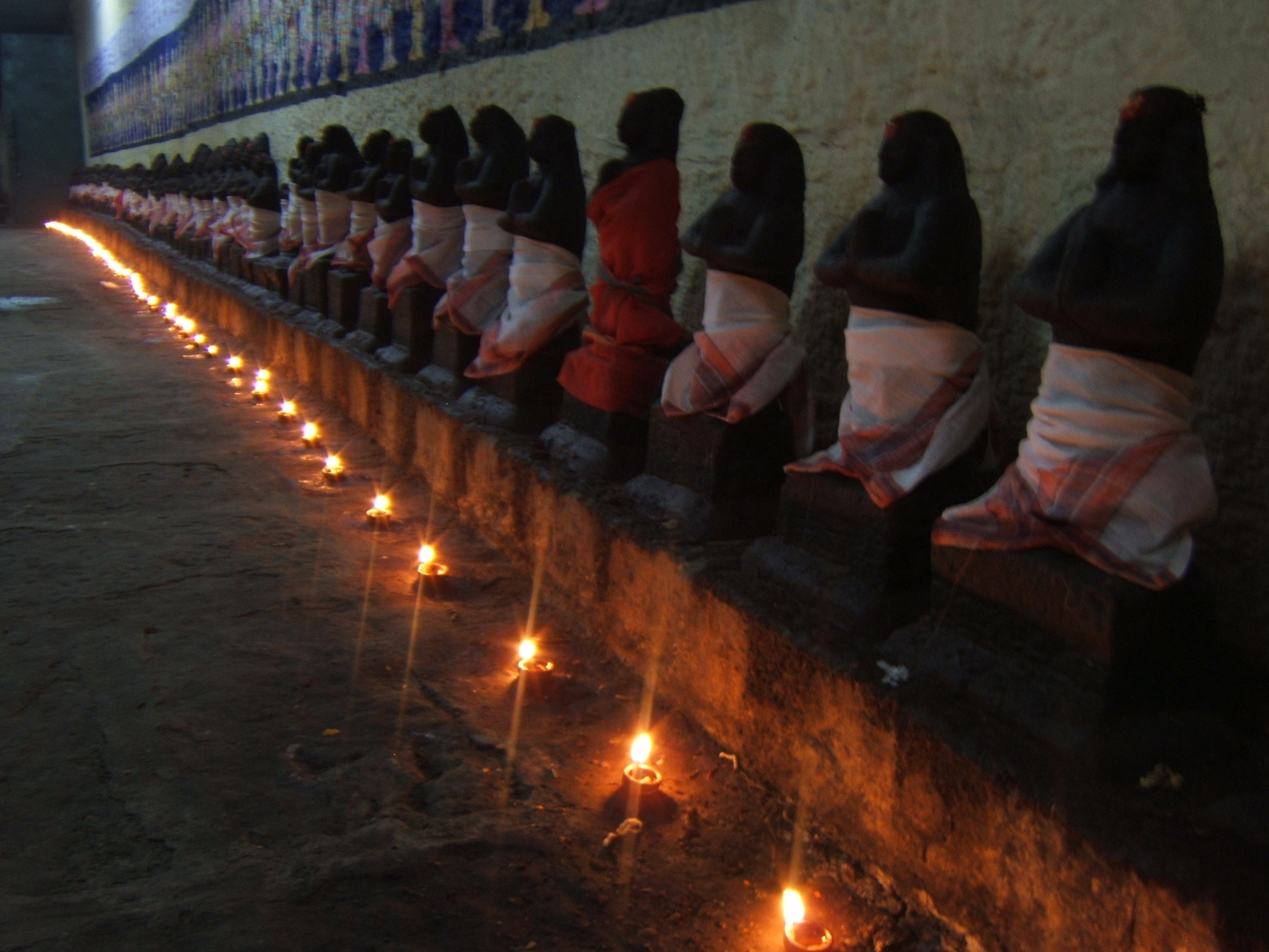
Лампи, піднесені індуїстським святим під час вечірньої пуджі в храмі Шрі Кокарнешварар у містечку Тірукокарнам, Таміл-Наду

Індуси вірять в особливу дієвість жертвування і в поняття «доброї карми» або пуньї, яка набувається через благодійність, вчинення «добрих справ» і накопичується протягом життя, забезпечуючи захист і добробут в наступному перевтіленні. Ведичні ритуали вогняних жертвопринесень, які називаються «яґья», також є важливим елементом в обрядовій практиці індуїзму. Вони виступають як невід'ємна частина таких церемоній, як весілля, похорон, посвячення в учні тощо.

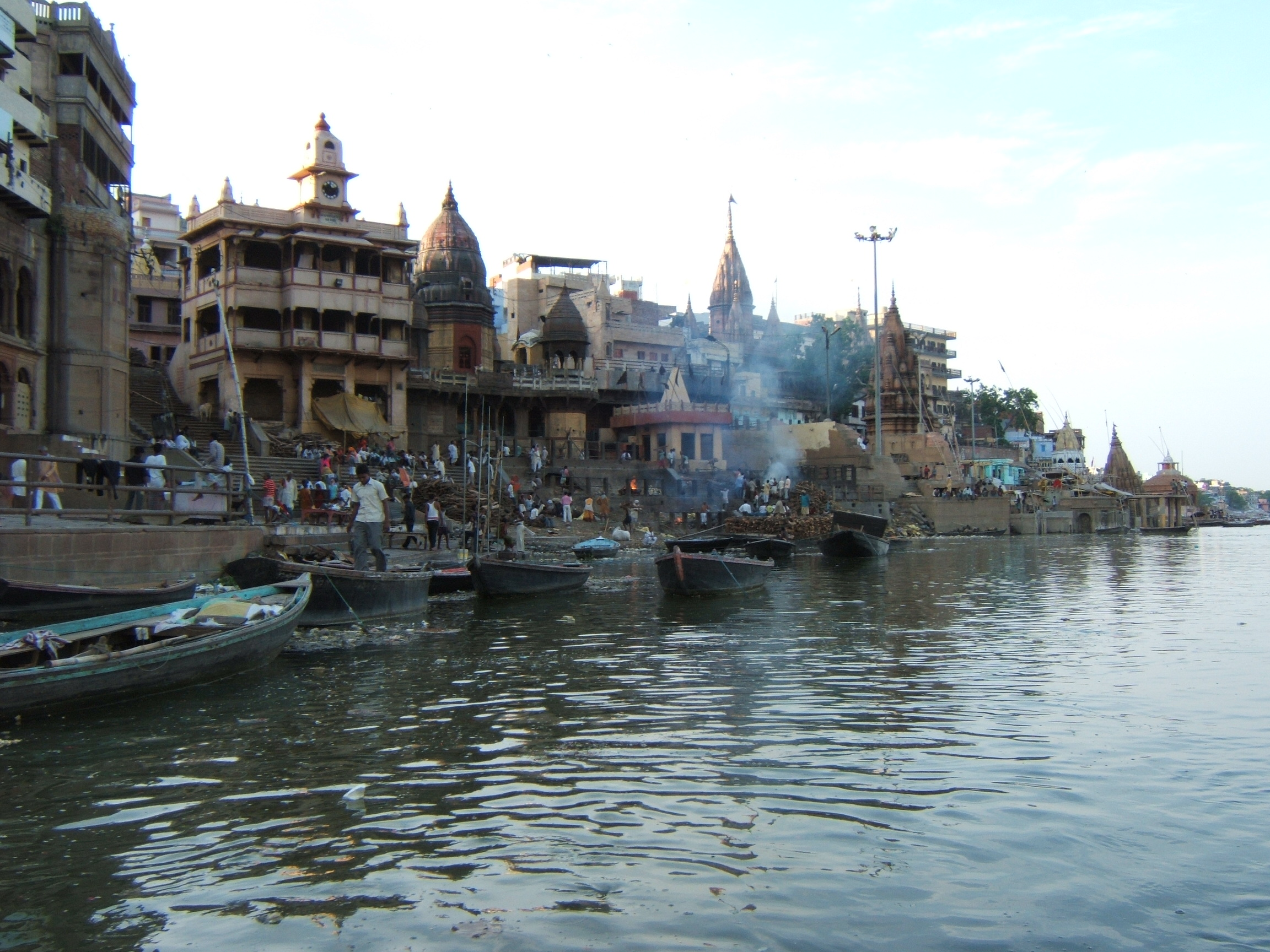
Індуїстський обряд кремації на поховальному багатті в одному з основних священних місць паломництва — Варанасі.

З нагоди таких подій, як народження дитини, весілля або похорон, проводяться цілий ряд складних релігійних ритуалів. До них належать такі обряди, як аннапрашан (коли дитині вперше дають тверду їжу), упанаянам (формальний початок отримання освіти), шраддга (проводиться за померлими родичами). У більшості індійських сімей, точний час проведення різних церемоній, в особливості таких як заручини молодої пари, весілля та ін, визначається після консультації з ведичним астрологом. Обов'язковим обрядом для всіх, за винятком саннйясі і дітей до п'яти років, є кремація тіла після смерті. Під час традиційного індуського обряду кремації тіло загортають у тканину і спалюють на погребальному багатті.

## Паломництво і свята

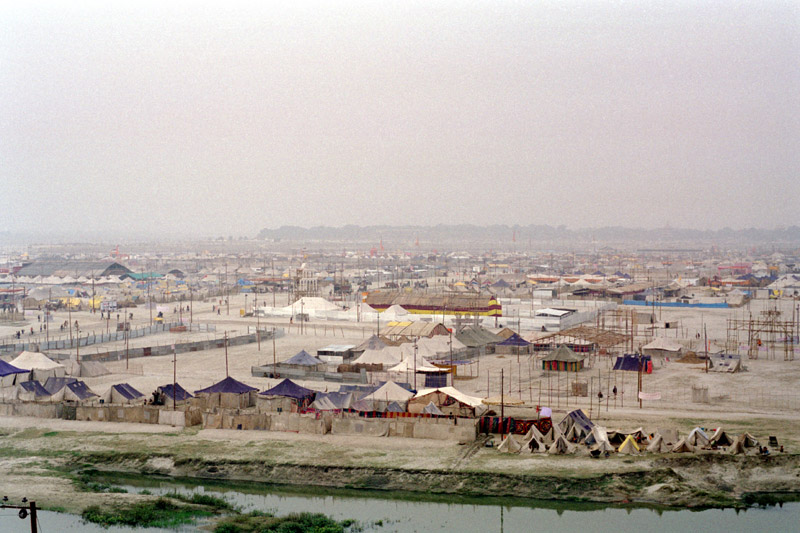
Аллахабад у 2001 під час проведення найбільшого фестивалю у світі — Кумбха-мели. У 2007 у ньому узяло участь близько 70 млн. індусів, що стало найбільшим зібранням людей в історії

Паломництво є однією з релігійних практик, характерних для індуїзму. Святе місце паломництва називають «тіртха» або «дхамадама, драма, хама». Основні тіртхи в індуїзмі:
- Аллахабад
- Харідвар
- Варанасі
- Вріндаван

Також важливими місцями паломництва є такі міста, які особливо знамениті своїми прадавніми храмами:
- Пурі — там розміщений один із найбільших вайшнавських храмів у світі, де щорічно проходить найбільший вайшнавський фестиваль Ратга-Ятра.
- Тірупаті — там розташований вайшнавський храм Тірумала Венкатешвара — найбагатший і найвідвідуваніший індуський храм у світі, який називають «індуїстським Ватиканом».
- Катра — там знаходиться храм Вайшно-деві.

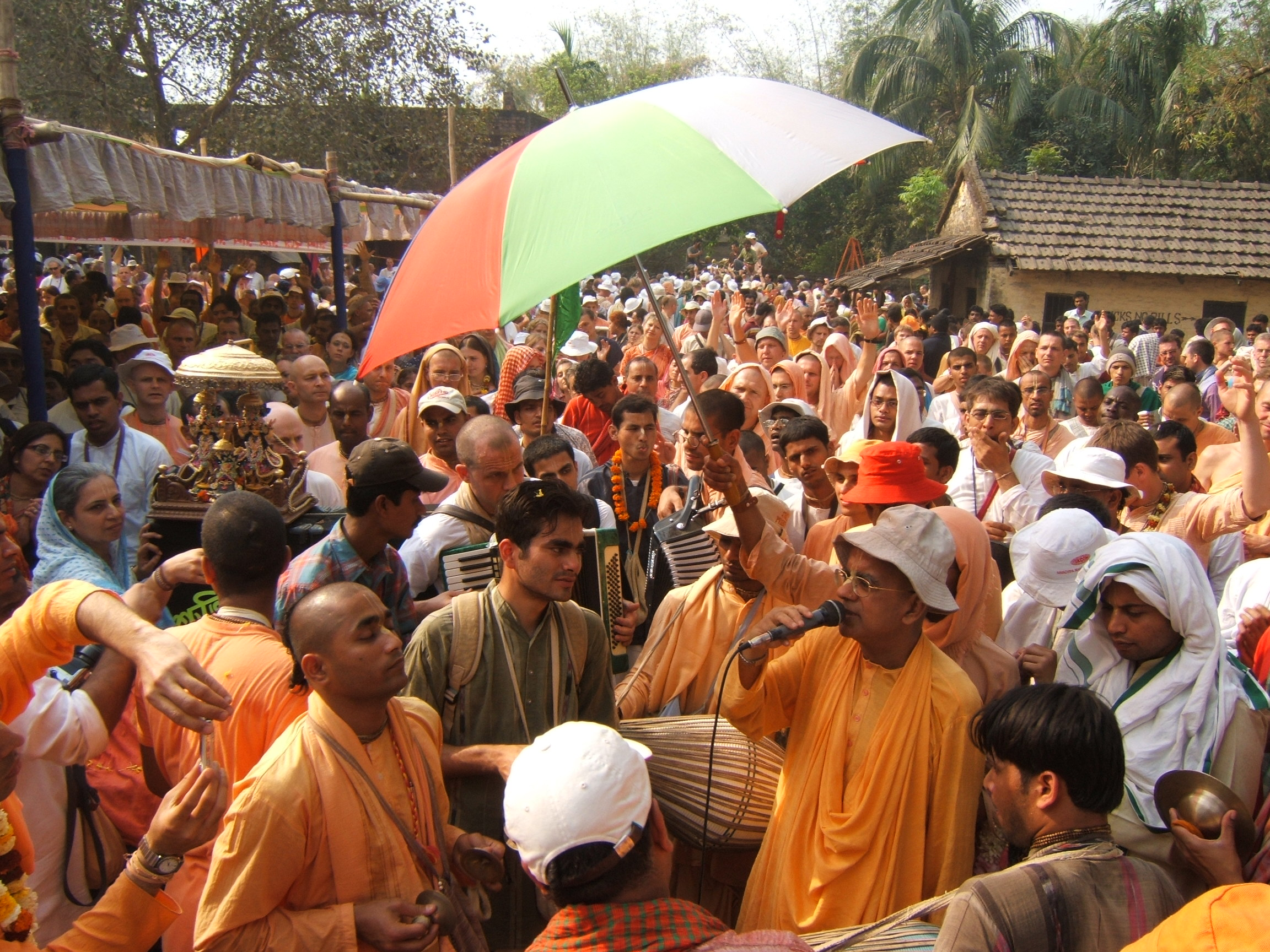
Кіртан під час Навадвіпа Мандала парікрами — міжнародної ґаудія-вайшнавської парікрами по св'ятих місцях, пов'язаних з життям і діяльністю Шрі Чайтан'ї. У цьому щорічному паломництві у Західній Бенгалії, беруть участь індуси-вайшнави з більше, ніж 50-ти країн світу.

Чотири найсв'ятіші дхарми в індуїзмі, що формують маршрут Чаар-Дхам:
- Пурі
- Рамешварам
- Дварака
- Бадрінатх

Також існує чотири основних міста паломництва в Гімалаях під назвою Чота-Чаар-Дхам:
- Бадрінатх
- Кедарнатх
- Ґанґотрі
- Ямунотрі

Кумбха-Мела — це найбільший фестиваль в індуїзмі. Він проводиться раз у чотири роки по черзі в чотирьох містах: Аллахабаді, Харідварі, Нашіке, і Удджайні.

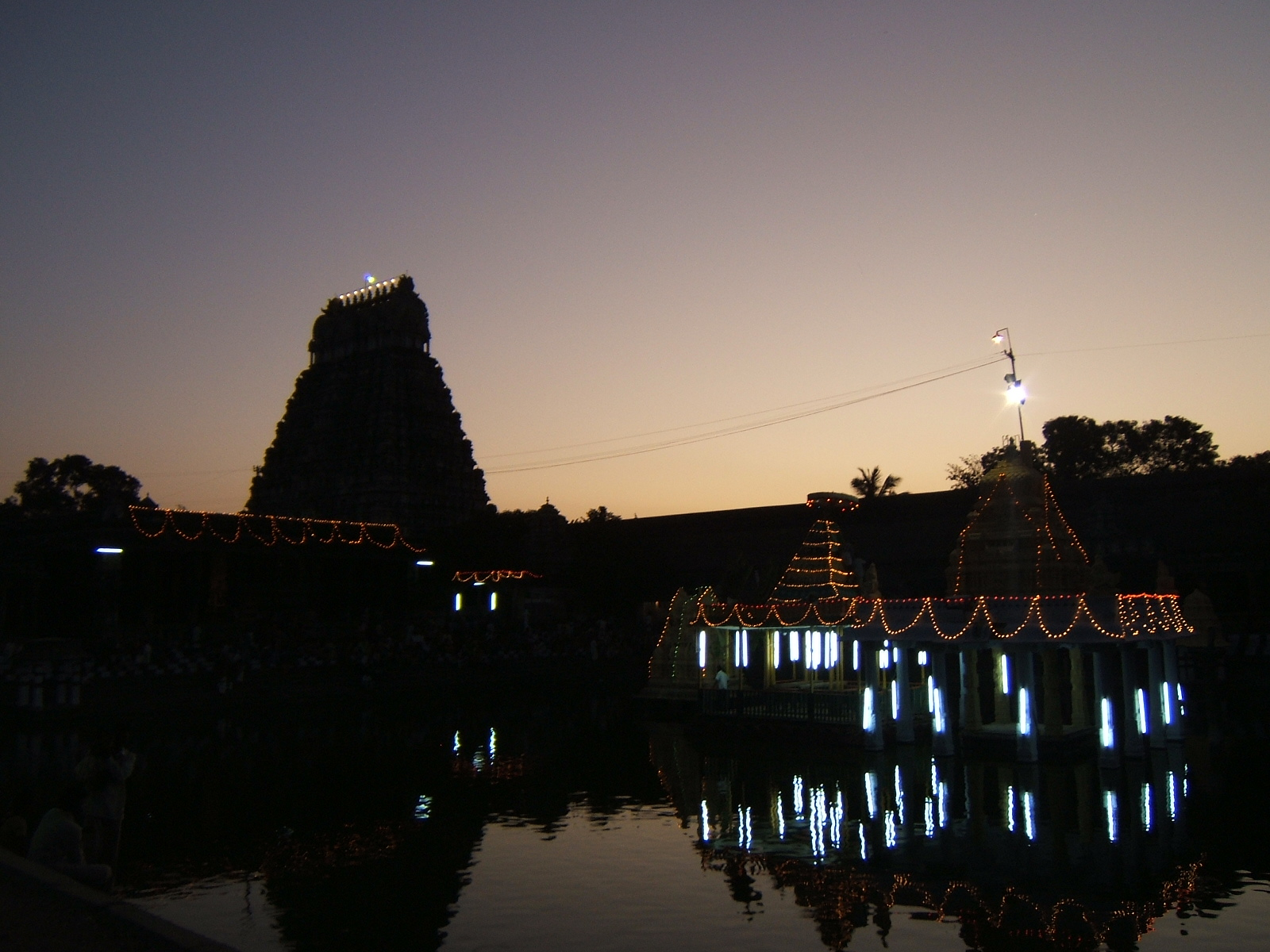
Вайшнавський фестиваль у храмі Варадараджа в св'ятому місці паломництва у південно-індійському місті Канчіпурам.

Дати свят в індуїзмі, як правило визначаються індуїстським календарем. Свята в індуїзмі, за звичай, проводяться на честь різних аватара Бога, і подій, пов'язаних з ними. Багато індуїстських фестивалів співвідносяться зі зміною пір року. Деякі свята відзначають тільки послідовники певного напрямку в індуїзмі або жителі певного регіону індійського субконтиненту. Найбільші індуїстські фестивалі, які проводяться повсюдно:
- Маха-Шиваратрі
- Крішна-джанмаштамі
- Рама-навамі
- Холі
- Дивалі
- Дурґа-пуджа
- Ґанеш-чатуртгі

## Варнашрама

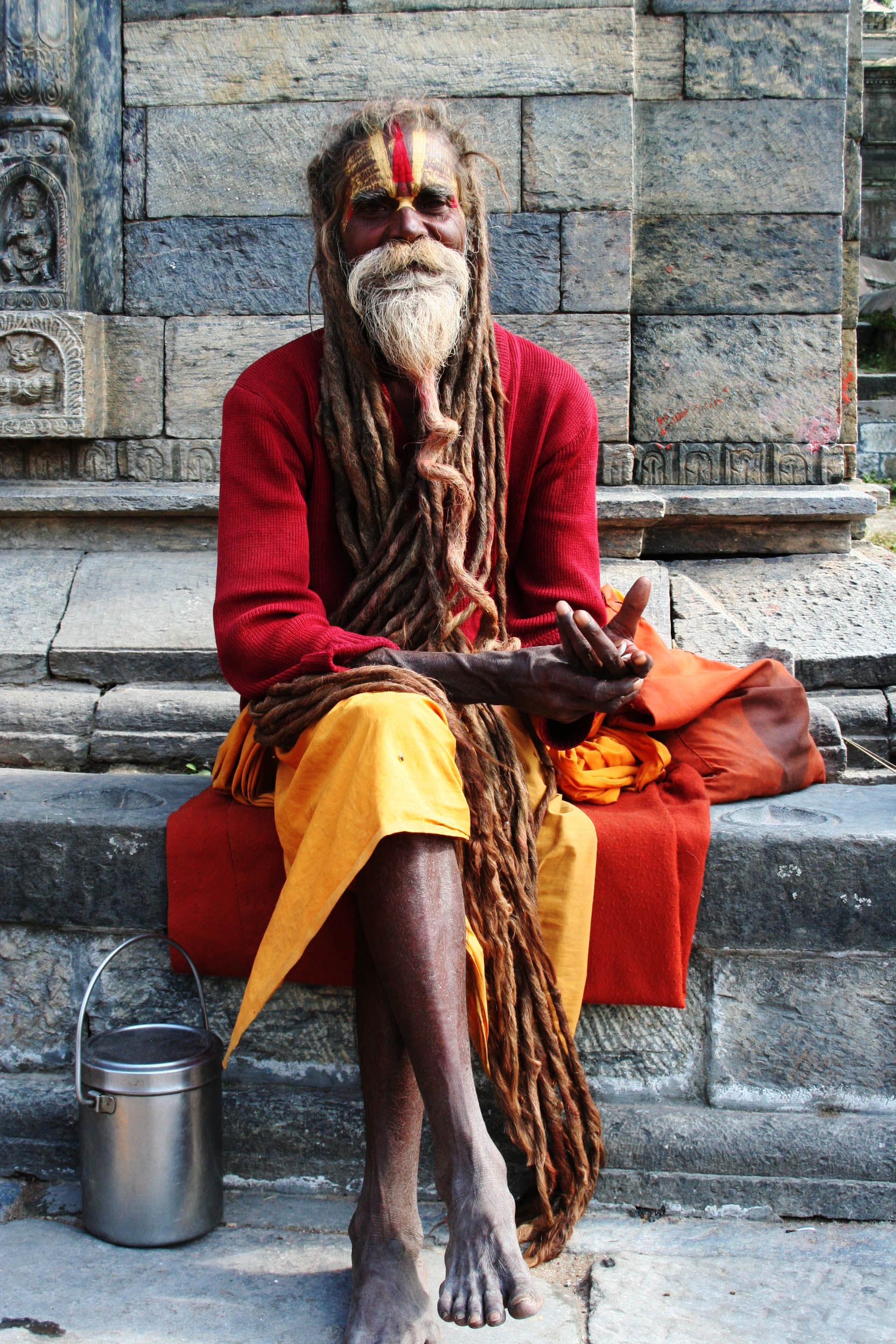
Садгу в Катманду, Непал

Традиційно в індуїзмі життя ділиться на чотири ашрама (періоди або стадії).
- Брахмачар'я — Перший період життя, стадія навчання, яку учень проводить як монах, практикуючи статеву стриманість і займаючись служінням гуру, отримуючи від нього духовне знання.
- Ґріхастга — сімейне життя, робота. У цьому ашрамі здійснюються пурушартгі ками і артгі. Борг сім'янина-індуса полягає у підтримці своїх батьків, дітей, гостей і святих особистостей.
- Ванапрастга — відхід від справ і підготовка до повного зречення від матеріального світу. На цій стадії, всі матеріальні обов'язки поступово передаються вже дорослим дітям і більше часу присвячується духовним практикам та паломництву в святі місця.
- Саннйаса — останній етап життя, стадія повного зречення від матеріального світу, яка характеризується аскетизмом і повною присвятою самоусвідомленню й духовним практикам. У цьому ашрамі здійснюється необхідна підготовка до моменту смерті і досягненню мокші.[84]

### Чернецтво
Деякі індуси вибирають чернечий спосіб життя «саннйасу» з метою зосередитися на досягненні звільнення чи іншої форми духовної досконалості. Ченці присвячують себе простому й аскетичному життю, складають обітницю целібату і припиняючи всіляку матеріальну діяльність, повністю зосереджуються на духовних практиках, метою яких є усвідомлення Бога. Ченців в індуїзмі зазвичай називають саннйасі, садгу або свамі. Жінок-черниць називають саннйасіні. Ченці користуються величезною повагою в індійському суспільстві. Вони або живуть в монастирях, або мандрують, покладаючись лише на Бога в забезпеченні тілесних потреб. Нагодувати мандрівного садгу, або надати йому будь-яку іншу допомогу, вважається дуже благочестивим вчинком, а для сімейних людей до того ж є обов'язком. Садгу прагнуть ставитися до всіх з повагою і співчуттям, незалежно від того, чи є людина багатою чи бідною, злодієм або добродієм. Відмінною рисою садгу також є відносна свобода від подвійності матеріального світу: вони як правило байдужі до похвали або критики, страждання або насолоди.

### Варни і кастова система

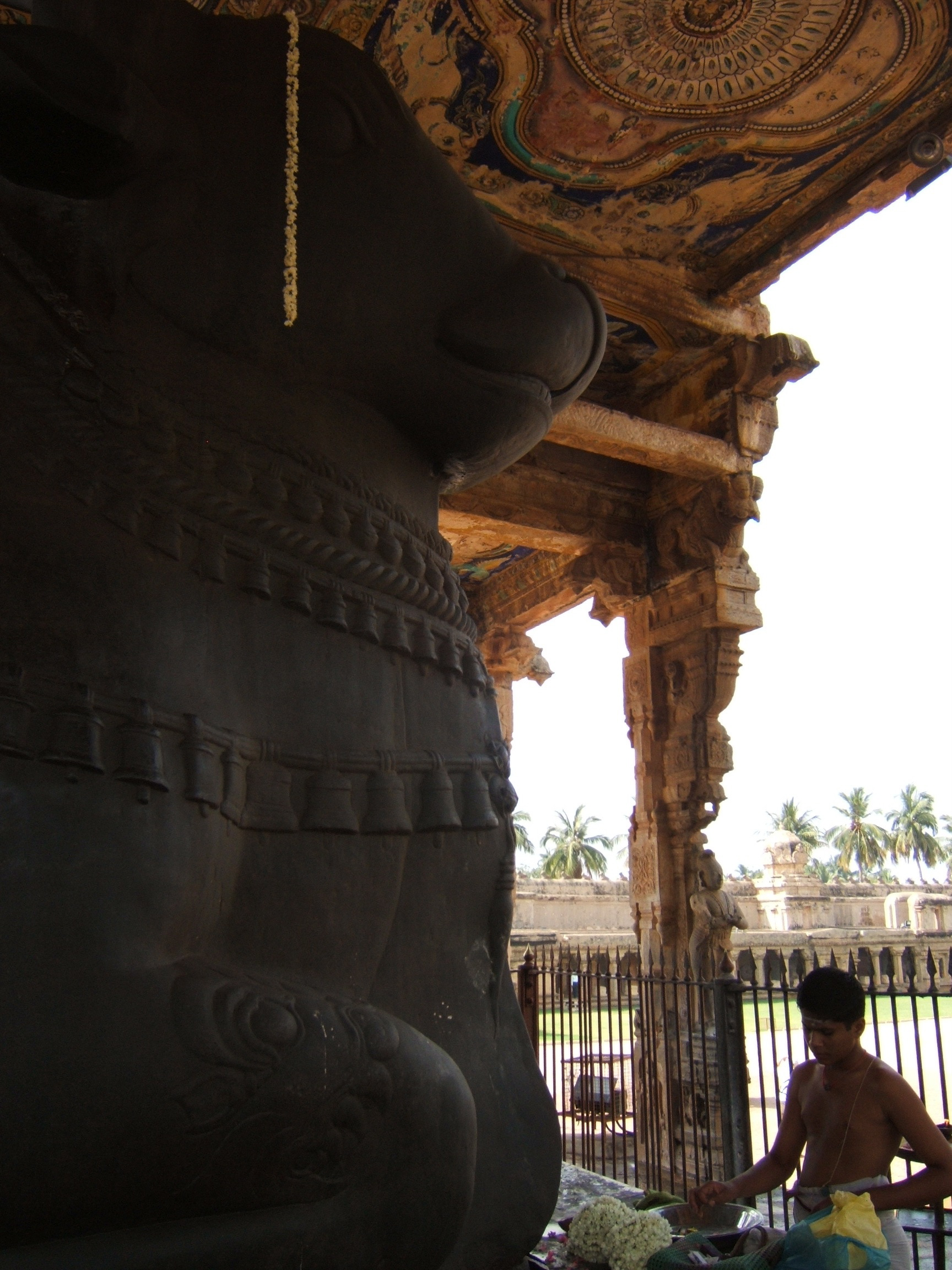
Брахмана проводить пуджу бику Нанді в храмі Бріхадішвара в Танджавурі. Ця статуя бика Нанді має довжину 6 метрів і була вирізблена з одного блоку граніту в 10 столітті.

В індуїзмі суспільство традиційно поділяється на чотири крупи, так звані варни, що в перекладі з санскриту означає  «колір, форма, зовнішність». Чотирма варнами є:
- Брахмани — вчителі та священики
- Кшатрії — воїни, правителі, землевласники
- Вайшії — селяни, торговці та підприємці
- Шудри — слуги і робітники чорних професій

Як серед самих індусів, так і серед дослідників Індії, існує багато суперечок про те, чи є кастова система невід'ємною частиною індуїзму, заснованою на Священних Писаннях, чи застарілий соціальний звичай. Веди, найстарші з писань, докладно описують і підтримують поділ суспільства на чотири стани і вказують на те, що кожен індивід повинен реалізувати себе в житті відповідно до свого характеру і нахилам (відображених, зокрема, в ведичному гороскопі), й виконувати свої обов'язки предписані як для свого власного блага, так і для блага всього суспільства. Деякі тексти «Ріґведи» та інших писань, що відносяться до пізнішого періоду, вказують на те, що з самого початку приналежність до однієї з варн не обов'язково визначалася народженням людини в тій чи іншій родині, а швидше за залежала від роду занять індивіда, його особистих якостей, природи і нахилу:
| Ліві лапки | Я — співак, мій батько — лікар, моя мати працює на млині, мелючи зерно.[91] | Праві лапки |
Однак, з часом, система варн зазнала змін і перетворилася на жорстку кастовую систему, в якій приналежність до певної варни стала передаватися виключно як спадщина та представники вищих каст не давали можливості «піднятися» тим, хто належав до нижчих каст. Така деградація оригінальної концепції системи варн поклала початок дискримінації, що ґрунтується на приналежності за народженням до тієї чи іншої варни.

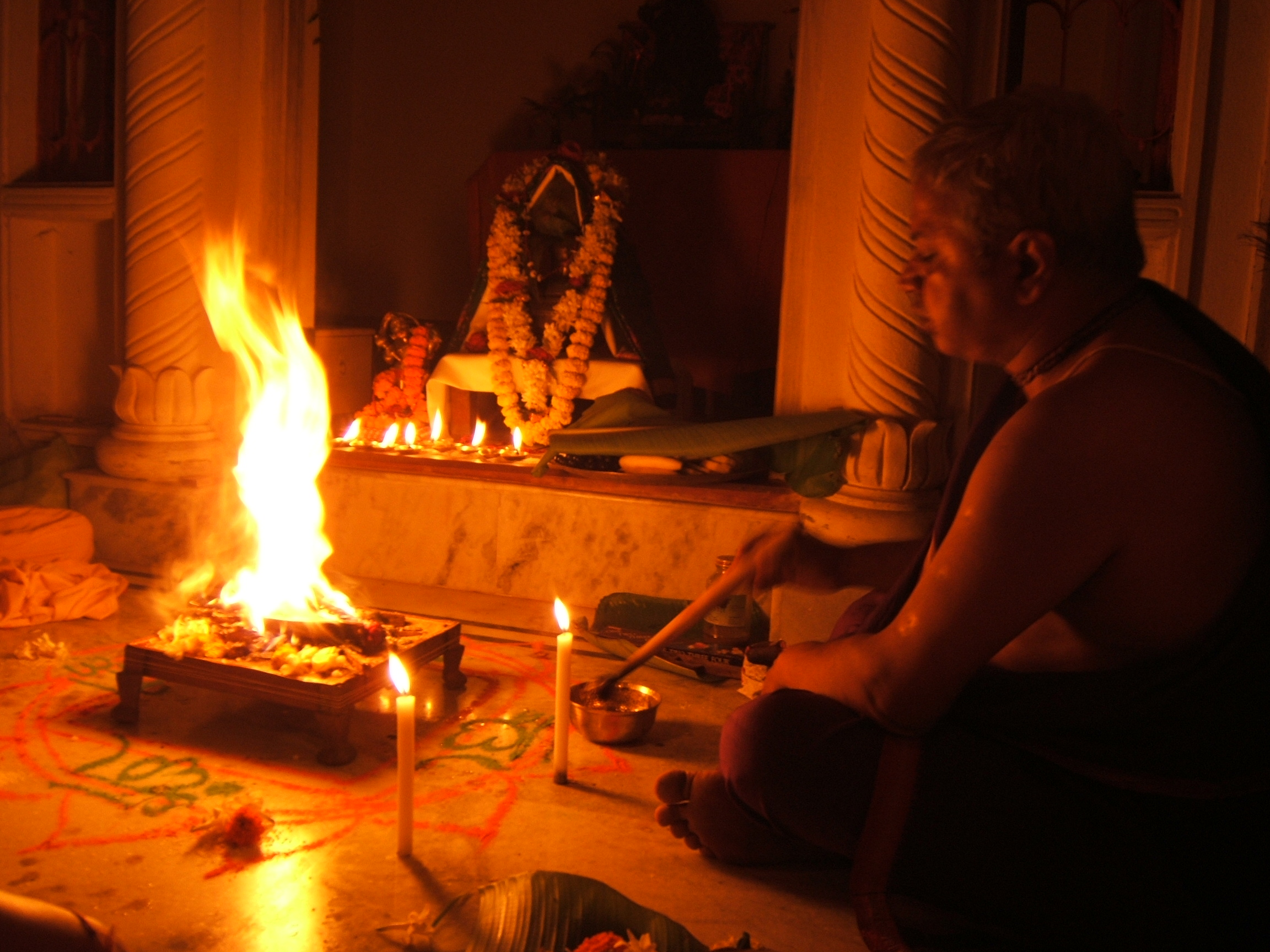
Індуїстський брахмана здійснює вогняне жертвоприношення (яґ'ю)

Категоризація каст також дається в «Ману-смріті». У «Бгаґавад-Ґіті» Крішна стверджує, що поділ суспільства на чотири варни було створено особисто ним, Богом, але нічого не говорить про кастовий поділ суспільства за народженням. Приналежність до тієї чи іншої варни, згідно з «Бгаґавад-Ґітою», визначається в залежності від якостей індивіда і діяльності, якою він займається:
| Ліві лапки | Згідно з трьома гунами (якостями) матеріальної природи і пов'язаною з ними діяльністю, Я розділив людське суспільство на чотири стани. Але знай же, що, хоча Я і є творцем цієї системи, Сам Я, вічний і незмінний, непричетний до якої-небудь діяльності.[93] | Праві лапки |

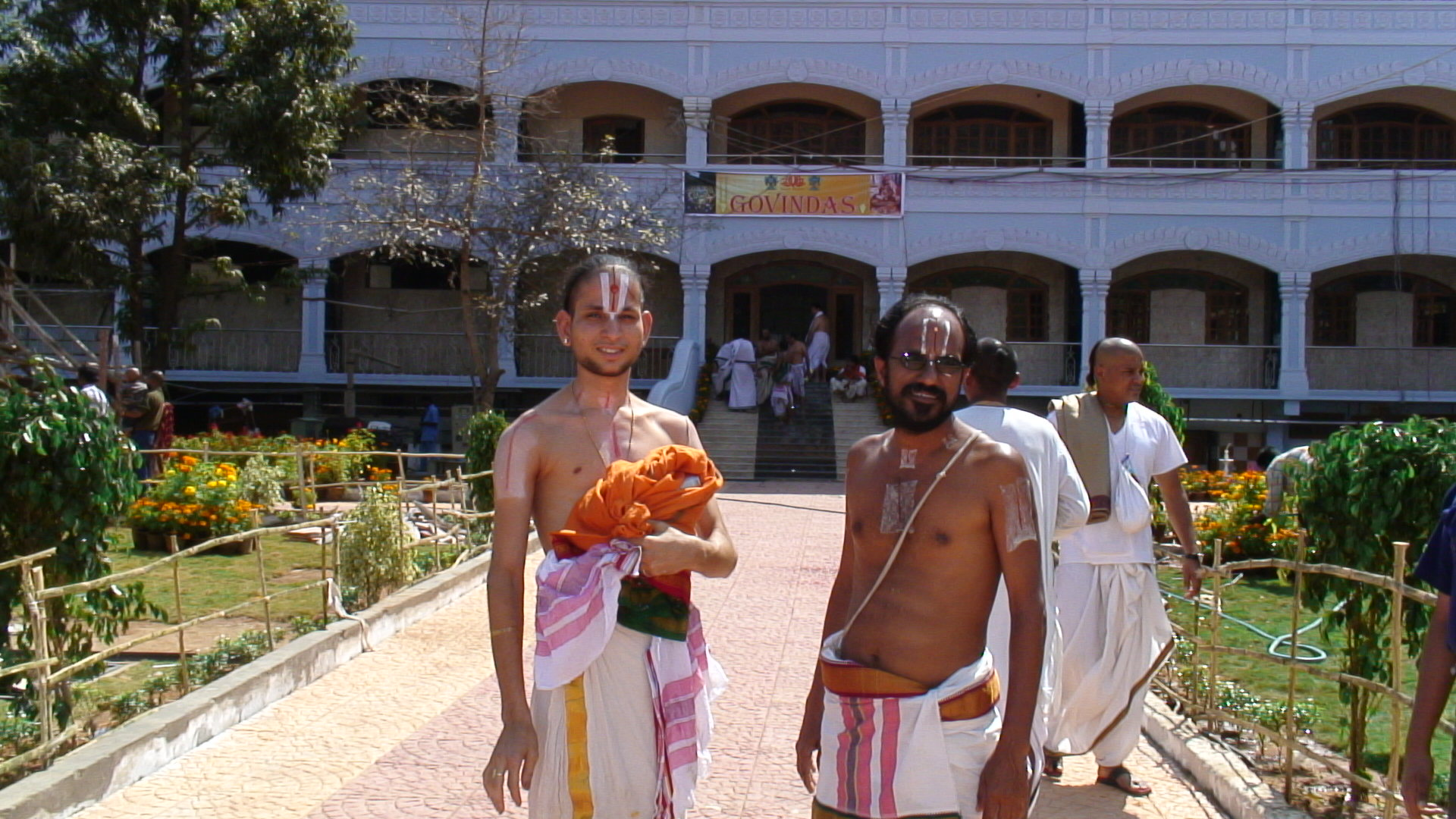
Вайшнавські брахмани-пуджарі храму Венкатешвара в Тірупаті, Південна Індія.

Це також підтримується різними історіями ведичних мудреців (ріші), які не були народжені в брахманічних сім'ях, але стали брахманами пізніше. Наприклад, ріші Вішвамітра народився в родині кшатрія, і тільки пізніше прославився як великий брахмана-мудрець, що явно вказує на те, що каста не визначалася народженням. Інший мудрець, Валмікі, взагалі був розбійником та знаходився на рівні нижче шудри, але пізніше «перетворився» в святого мудреця, і написав «Рамаяну». А укладач всієї ведичної літератури ріші Вьяса був сином дочки шудри-рибалки.
Також, у ведичні часи, для шудр не існувало заборони на вивчення Вед і на участь в релігійних ритуалах. Така заборона з'явилася набагато пізніше.
Протягом історії, багато хто з громадських діячів та соціальних реформаторів, таких як Махатма Ганді, піддавали критиці кастову дискримінацію. Релігійний учитель Рамакрішна (1836—1886) говорив:
| Ліві лапки | Улюблені Бога не належать до жодної касти. Брахмана, який не має любові до Бога — то вже не брахмана, а парія, що полюбили Бога — вже більше не парія. За допомогою бгакті (любові і відданості Богові) навіть недоторканий очищується і піднімається до найпіднесенішого рівня.[97] | Праві лапки |
Багато соціологів вказують на те, що в сучасному контексті система варн володіє точною гнучкістю і не заслуговує всієї критики щодо соціальної дискримінації, якій її піддають.

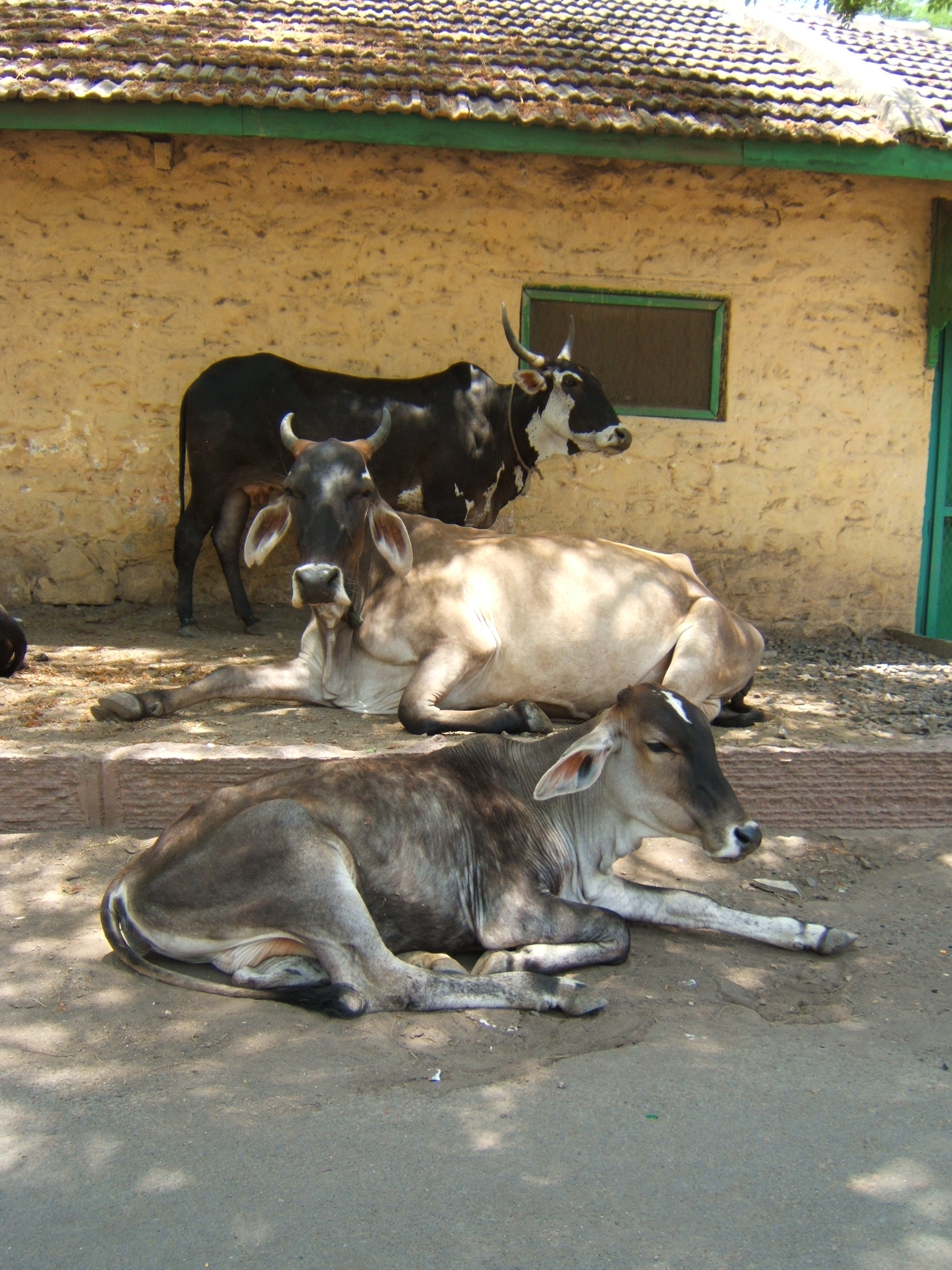
Корови споконвіку шануються індусами як мати та їх вбивство карається законом майже в усіх штатах сучасної Індії.

## Ахімса і вегетаріанство
Індуси йдуть принципом ахімси (ненасильства) і поважають життя у всіх її проявах, так як вірять у те, що всі живі істоти за своєю природою духовні і є частинками або іскрами Бога, який в одній з Своїх іпостасей як Параматма, постійно присутня у всіх живих істотах — тваринах, рослинах, рибах, комахах і навіть мікроорганізмах. Термін «ахімса» згадується в Упанішадах, в епосі «Махабхарата», ахімса — це також перша з ям (обітниць самообмеження) в «Йога-Сутрах» Патанджалі.
З поваги до інших живих істот, багато індусів дотримується вегетаріанської дієти. Вегетаріанство є одним з важливих аспектів індуїзму — воно розглядається як один із засобів досягнення саттвічного (чистого, благостного) способу життя. Загальна кількість лакто-вегетаріанців в Індії за різними підрахунками становить від 20 % до 42 % від кількості всіх жителів. Результати досліджень також свідчить про те, що більшість тих індійців, які не є вегетаріанцями, вживають невегетаріанську їжу вкрай рідко, і лише менше 30 % роблять це регулярно. Слідування вегетаріанству також сильно залежить від соціального положення та від регіонів проживання. Наприклад, серед індійців що проживають на морському узбережжі, відсоток вегетаріанців набагато менше з причини великої залежності від морських продуктів. Найортодоксальніші індуси також не вживають в їжу цибулю і часник, які розглядаються як продукти, що відносяться до нижчих якостей або гунам матеріальної природи — раджасу й тамасу.
Абсолютна більшість індусів-м'ясоїдів утримуються від вживання в їжу яловичини. Населення Індії за часів ведичної цивілізації і в наступні покоління, аж до наших днів, використовували і використовують корову як джерело протеїну у формі молока і молочних продуктів, а також як постачальника добрив та палива у формі коров'ячого гною. Корова завжди уособлювала в індійському суспільстві образ матері. Індуси шанують корову як уособлення безкорисливого жертвування. Вбивство корів заборонено або обмежено законом практично у всіх штатах Індії.

## Навернення в індуїзм

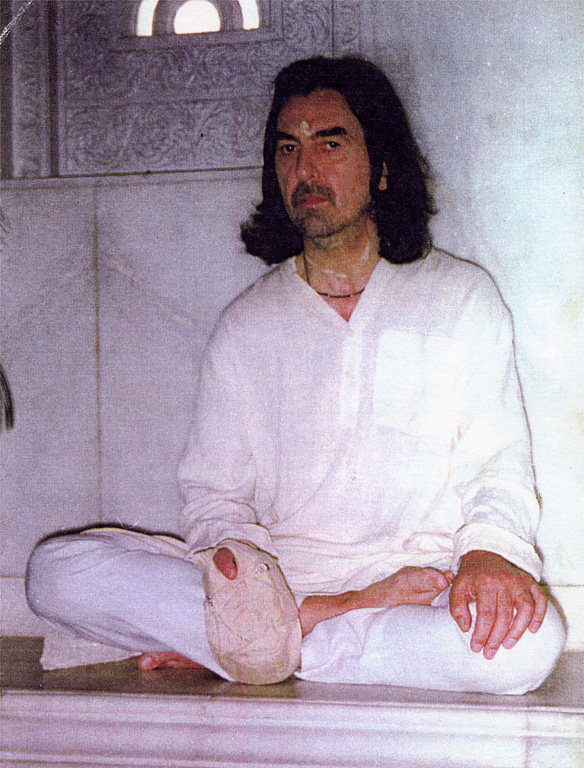
Джордж Гаррісон, навернений в індуїзм ще в 1960-ті роки, повторює мантру Харе Крішна на вервиці у Вріндавані.

Широко розповсюджена теза про те, ніби індійці категорично не згодні визнавати індуїстами людей іншого етнічного походження. Однак, як у нормах самого індуїзму як релігійної системи, так і в світському індійському законодавстві немає усталень погоджувати приналежність до індуїзму за етнічними критеріями. Юридичне визначення індуїзму було дано Верховним Судом Індії 1966 року. З уточненнями, внесеними 2 липня 1995 року, воно включає 7 основних ознак:
1. «Шанобливе ставлення до Вед як до вищого авторитету у релігійних та філософських питаннях»;
2. Наявність духу терпимості відносно іншої точки зору, що випливає з визнання того, що істина багатогранна;
3. Визнання космічного «великого світового ритму» — величезних періодів творіння, збереження і руйнування Всесвіту, наступних один за іншим у нескінченній послідовності, уявлення про яку поділяють усі шість основних систем індуїстської філософії;
4. Віра в переродження (реінкарнацію) та попереднє існування душі (індивідуальної духовної сутності);
5. Визнання того, що звільнення (з «колеса перевтілень») є досяжним різними шляхами;
6. Усвідомлення як «рівноправних» можливостей «ідолопоклонництва і заперечення шанування зримо образу богів»;
7. Розуміння того, що, на відміну від інших релігій, індуїзм не пов'язаний з визнанням певного набору філософських постулатів.

Ні в ознаки самого індуїзму, ні в перелік критеріїв, яким повинен відповідати послідовник індуїзму, Верховний Суд Індії не включив ніяких національно-етнічних критеріїв. 2 липня 1995 року Верховний Суд Індії визнав, що:
Той, хто з поклонінням приймає Веди, приймає те, що звільнення можна досягти різними способами, визнає ту істину, що можна поклонятися різним богам, що є відмінною особливістю індуїстської релігії, може бути названий індусом.
Поняття прозелітизму й навернення в індуїзм історично ніколи не грали великої ролі, але в сучасному контексті навернення в індуїзм є звичайним явищем. В ранньому періоді розвитку індуїзму не існувало інших релігій, які становили б конкуренцію, й індуси брали всіх за послідовників санатана-дгарми. Тому необхідності навертати когось в індуїзм просто не існувало. З приходом спадкового кастового поділу індійського суспільства в післяведичний період, навернення в індуїзм стало дуже проблематичним. У спадковій кастовій системі становище людини в суспільстві в основному було позначене народженням, тому навернення когось в індуїзм як санатана-дгарму було можливим тільки за правом народження. Хоча, треба зауважити, що кастова система все-таки допускала асиміляції в індуїзм мігруючих груп після зміни декількох поколінь.
Сучасний погляд на навернення в індуїзм сформувався в результаті руйнування кастової системи в поєднанні з впливом давніх ідей санатана-дгарми. Багато індусів вважають, що індусом можна лише народитися, у той час як інші продовжують вірити в те, що будь-хто, хто слідує індуїстським віруванням та практикам, є індусом. Також існує третя група послідовників індуїзму, які в тій чи іншій мірі поділяють обидві точки зору.

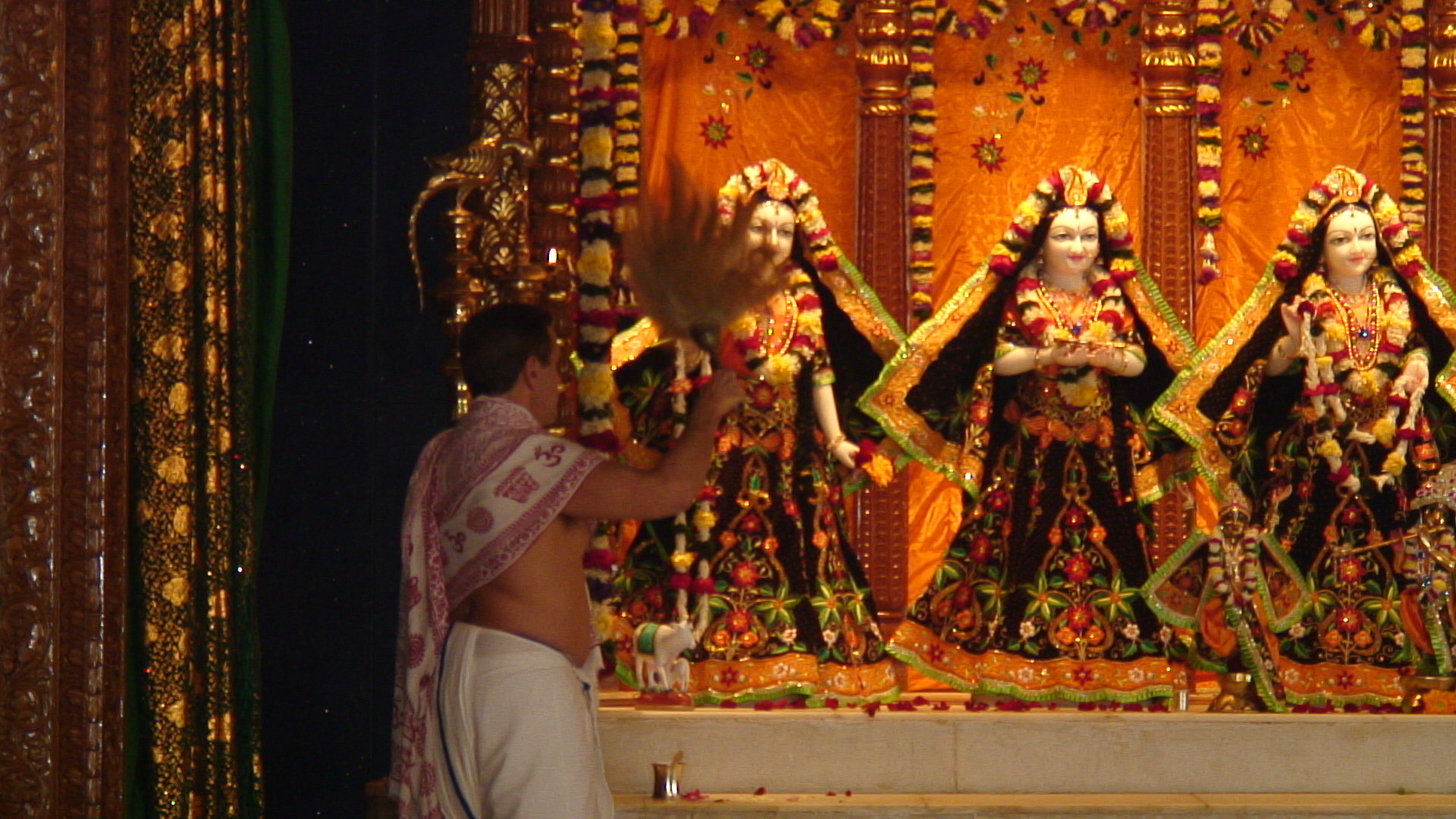
Альфред Форд, правнук легендарного засновника автомобільного концерну «Ford» Генрі Форда, виконує пуджу божествам Радги-Крішни і восьми ґопі у храмі ІСККОН в Тірупаті. Альфред Форд навернувся в індуїзм у 1975 році отримавши духовну посвяту «дикшу» від Бгактіведанти Свамі Прабгупади

Індуси, які проживають за межами Індії, як правило легко приймають бажаючих навернутися в індуїзм. У самій Індії навернення в індуїзм також стає все більше й більше повсякденним. Перехід в індуїзм став набирати темпи також з огляду на посилення індуїстських реформаторських рухів. Зокрема, перехід індійців назад в індуїзм не викликає особливих проблем, так як багато хто з індусів вірить у те, що перейти з індуїзму в іншу релігію є неможливим. Також вважається цілком прийнятним навернення до індуїзму одного з партнерів у подружній парі, якому таким чином дається повна можливість брати участь у індуїстському релігійному і культурному житті.
Формального обряду навернення в індуїзм не існує, хоча в багатьох традиціях ритуал, званий «дікша» («духовну посвяту», «ініціація»), знаменує початок духовного життя після навернення в індуїзм, а ритуал, який називається «шуддхі» («очищення») проводиться при поверненні індійців назад в індуїзм з іншої релігії. Багато течій в індуїзмі не є проповідницькими і не прагнуть навертати будь-кого, так як вірять у те, що досягти досконалості в духовному житті можна практикуючи будь-яку релігію, за умови, що ця практика здійснюється щиро. Однак, деякі напрямки в індуїзмі, такі як Гаудія-вайшнавізм, до якого належить Міжнародне Товариство Свідомості Крішни, є відверто проповідницьким.
Загалом, поняття релігійної свободи в індуїзмі не ґрунтується на волі навертати будь-кого в іншу релігію, але перш за все ґрунтується на праві зберегти свою.

## Роль жінок в індуїзмі

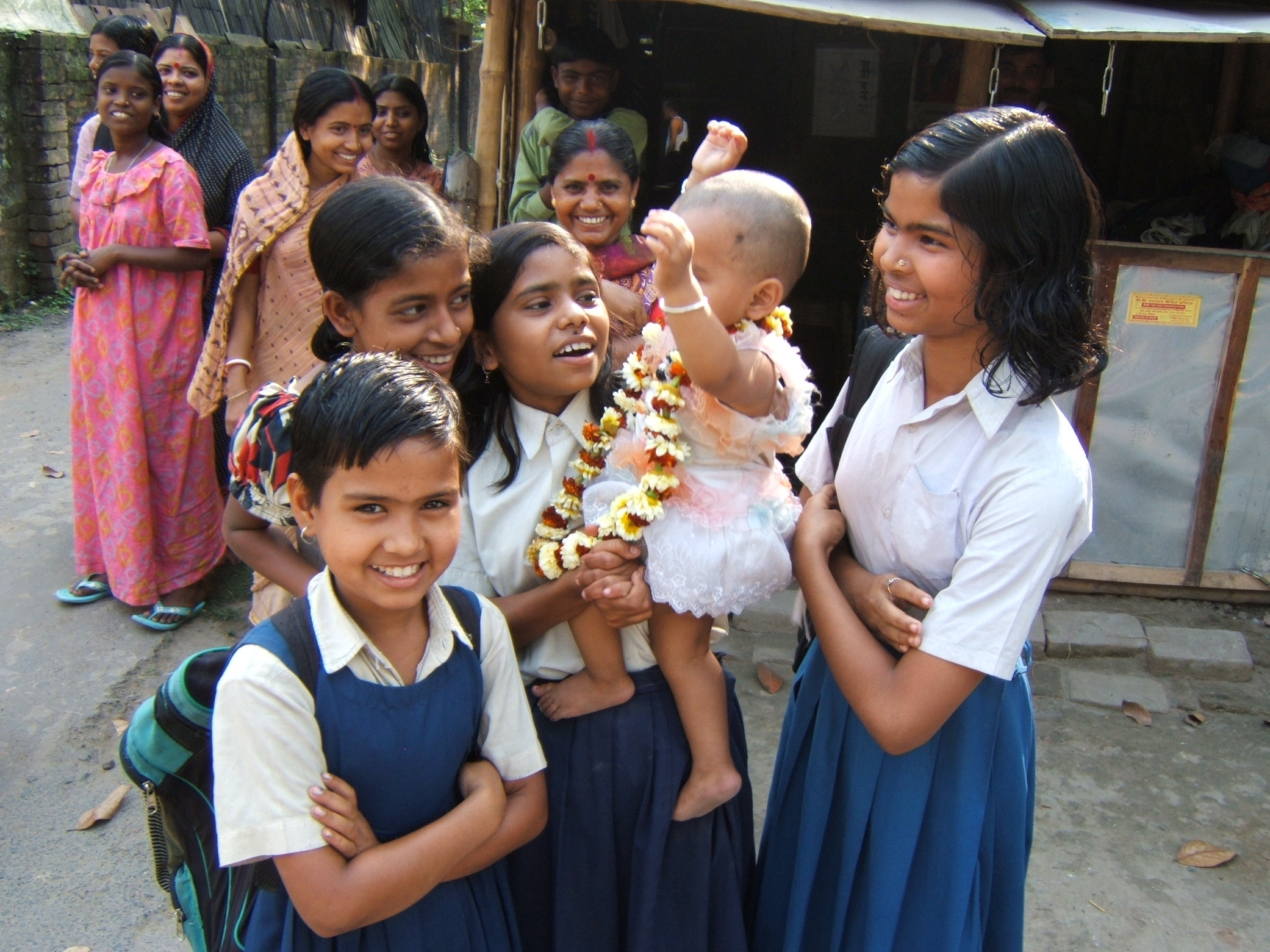
Дівчата-індуски в одному з сіл у Західній Бенгалії

Роль жінок в індуїзмі часто є предметом дискусій — їхнє становище розглядається одними як благополучне, а іншими як нетерпимість. Позиція жінок у індуїзмі в основному базується на різних релігійних Писаннях, які мають різний авторитет і тематику. Позитивним ставленням до жінки характеризуються такі писання індуїзму, як «Рамаяна» і «Махабхарата», в яких величається образ ідеальної жінки, в той час як інші тексти, такі як «Ману-смріті», встановлюють обмеження в правах жінок. У індуїзмі вважається, що жінки повинні обов'язково одружуватися і залишатися поміркованими й чистими будь-якою ціною. Однак існують історичні свідчення того, що, наприклад, в часи великих індійських царств, професійні повії (такі як Амрапалі з Вайшалі) займали високе і шановне положення в суспільстві, також як і священні храмові танцівниці девадасі, жінки-маги басаві, тантричні кулики.
B Упанішадах згадуються кілька жінок-мудреців та провидиць, найпомітнішими з яких є Ґарґі і Майтрейі. У «Харіта-Дгарма-сутрі» частини «Яджур-веди») говориться, що існує два види жінок:
- Садгьявадгу — жінки, які вступають в шлюб.
- Брахмавадіні — жінки, які мають схильність практикувати духовне життя. Вони можуть носити брахманічний шнур, здійснювати ведичне вогняне жертвоприношення Аґніхотру і вивчати Веди.

B «Уттар-рама-чаріте» 2.3 Бгавабгуті говориться, що Атрейі вивчала філософію і Веди в Південній Індії. У «Шанкара-дігвіджаі» 9.63 Мадгвачар'ї описується, як Шанкара дискутували з філософкою Убгая Бгараті, яка володіла великими знаннями у Ведах. У деяких школах ведичних священиків також навчаються жінки.

### Весілля, посаг і розлучення

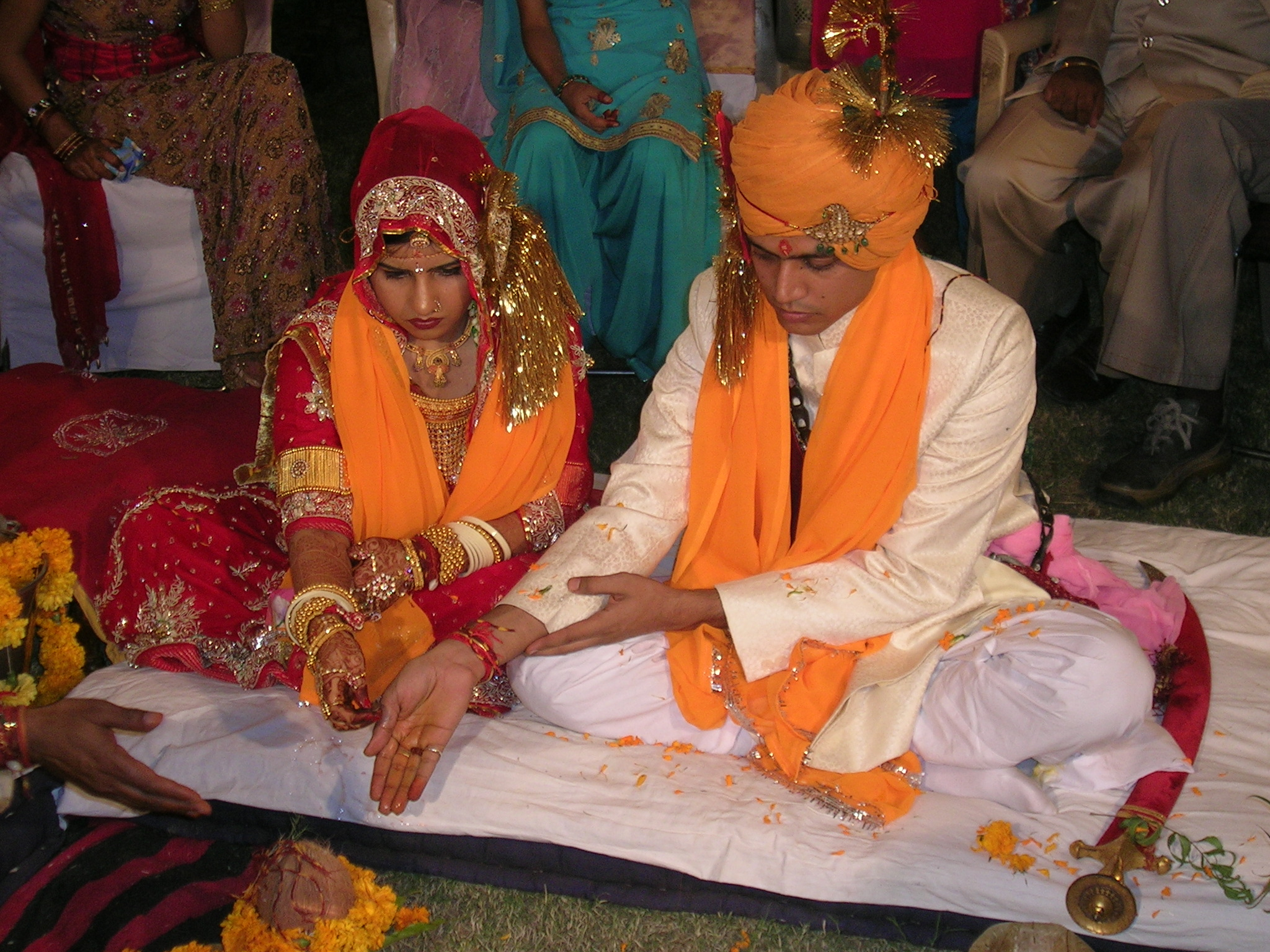
Індуїстське весілля раджпутів

Згідно зі стародавньою індуїстською традицією, після весілля чоловік повинен бути як бог для своєї дружини. У «Ману-смріті» описується 8 видів весілля: у двох з яких батьки нареченої перед весіллям одягають її в дорогий одяг і покривають коштовностями, у двох інших — сім'я нареченого підносить різні дари родині нареченої, a в інших чотирьох не відбувається жодного обміну подарунками. З гімнів «Ріґведи» можна зробити висновок про те, що в ведичній культурі жінки вступали у шлюб у дорослому віці і, можливо, мали право обирати чоловіка. У весільному гімні «Ріґведи» йдеться про «чоловіків» (у множині) для однієї дружини.

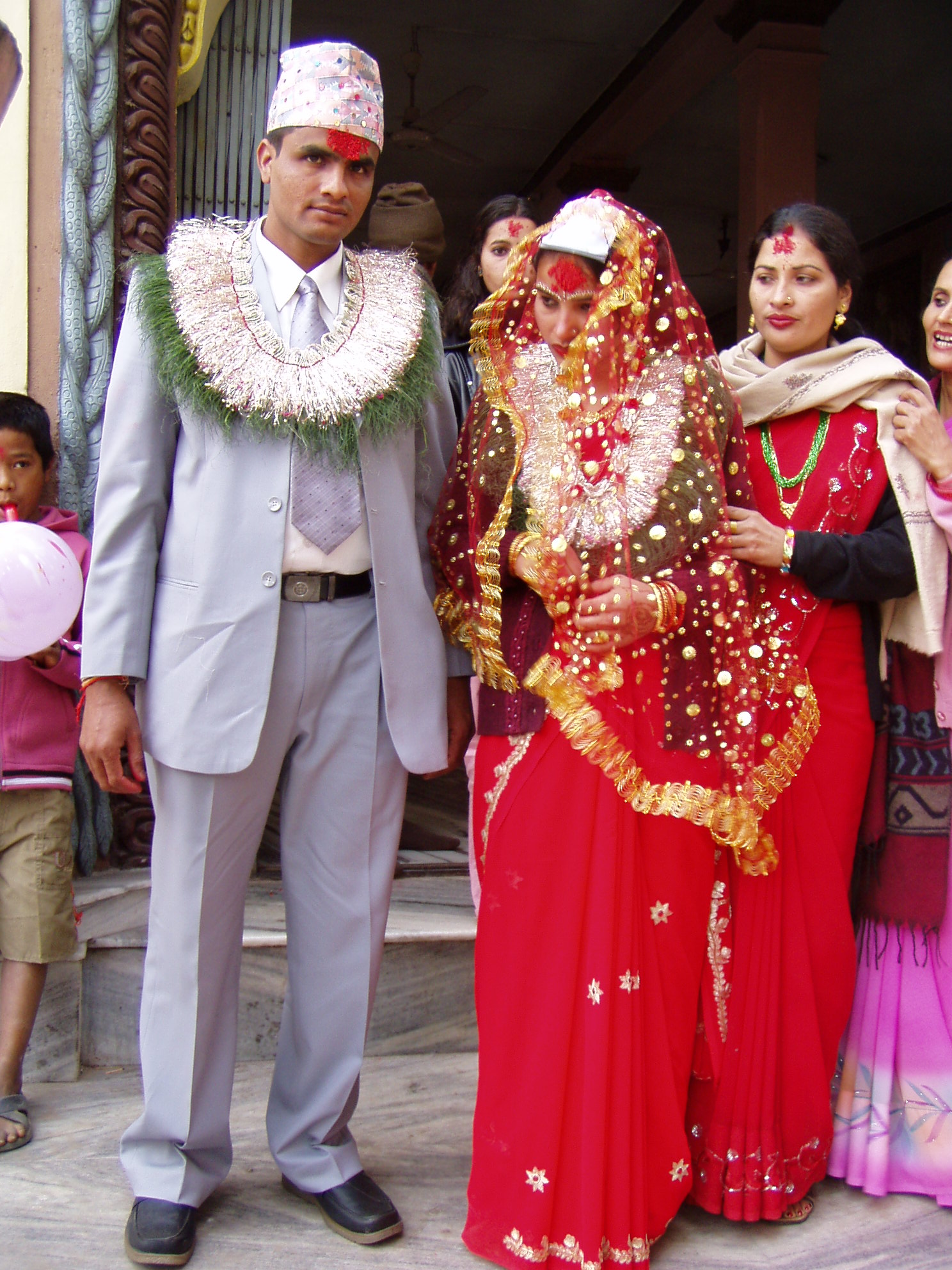
Молодята після обряду індуїстського весілля в Непалi

Практика давати посаг не заохочується в ортодоксальному індуїзмі і на думку деяких дослідників є «збоченням санскритських весільних приписів в історії». Посаг тісно пов'язаний з кастовим статусом — у вищих кастах посаг зазвичай повинна давати родина дівчини, а в нижчих — навпаки, родина чоловіка. У сучасному індуїзмі спостерігається тенденція до все ширшого використання обряду давати посаг, у тому числі через вплив таких процесів, як санскритизація і урбанізація.
Як в «Ману-смріті», так і в «Артга-шастрі» говориться, що коли чоловік імпотент, здійснив акт подружньої невірності, став аскетом, був вигнаний з товариства або пропав безвісти і не з'явився протягом певного періоду часу, тоді дружина має право залишити його і знову одружитися. У «Артха-шастрі» також стверджується, що за інших обставин розлучення можливе лише за обопільної згоди обох сторін.

### Вдівствоі повторний шлюб

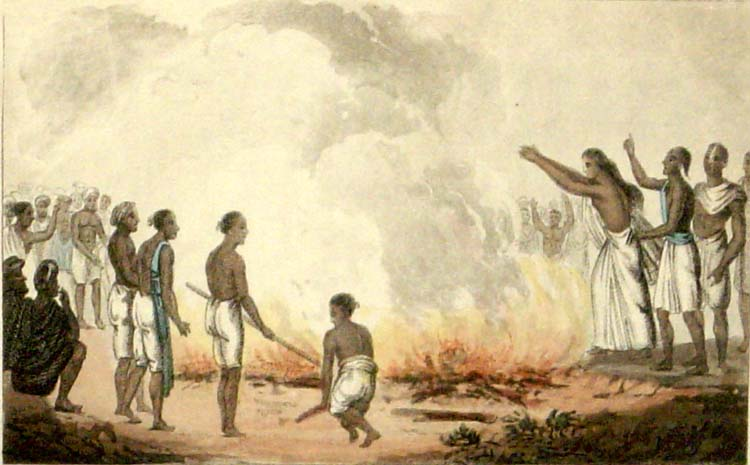
Індуїстська вдова спалює себе на поховальнім вогнищі разом з тілом свого чоловіка. Гравюра 1820 року.

У традиційних індуїстських сім'ях вдови мусили, а в багатьох сім'ях досі мусять носити біле сарі і відмовитися від використання прикрас, включаючи бінді. Присутність вдів на релігійних ритуалах розглядалася як поганий знак, і вони були приречені проводити залишок своїх днів, практикуючи духовні аскези. Подібні обмеження в правах для вдів були особливо сильні у вищих кастах індійського суспільства, де жінки навіть мусили голити голову і де була суворо обмежено можливість повторного шлюбу для вдів. Наразі подібним обмеженням слідує тільки невелика кількість вдів, хоча ореол несприятливості навколо вдівства надалі залишається. Хоча у багатьох текстах описується можливість повторного шлюбу для вдів, це завжди розглядається як несприятлива ситуація. Вдови не володіли однаковими правами з жінками, які були одружені тільки один раз, а діти вдовиць обмежувались у деяких правах. Згідно з даними на 2007 рік вдови становили 3 % населення Індії. Для багатьох удів єдиною можливістю вижити є жебракування на вулицях. Соціологічні дослідження показують, що багато вдів через острах порушити усталені звичаї не хочуть повторно вступати в шлюб.

### Спалення вдів
Спочатку ритуал саті, тобто спалення вдів, відбувалося тільки добровільно як акт безсмертної любові дружини до чоловіка і розглядалося як сприятливий ритуал, який звільняв подружню пару від всіх гріхів. У багатьох пуранах саті згадується як дуже похвальний обряд. Кілька прикладів саті також описуються в індуїстських епосах. Деякі приклади з «Махабхарати»:
- Кілька жінок Васудеви — Рохіні, Девакі, Бгадра і Мадіра — здійснили обряд саті.[125]
- Мадрі, друга дружина Панди, яка відчувала себе винною в його смерті, здійснила обряд саті. Тоді як його перша дружина Кунті не зробила цього.[126]

Уже в період Гупта (IV століття) з'являються свідчення, що ритуал саті став носити примусовий характер: вдовиць примушували до самоспалення після смерті чоловіка. Поряд із кастовою системою, обряд саті був одним з аспектів індуїзму, що піддавалися найсуворішій критиці як від самих індуїстів, так і від представників інших релігій, особливо християнства та ісламу. Всередині індуїзму критика обряду саті була характерна для діячів реформаторських рухів.

## Індуїзм та інші релігії
Індуїзм часто називають національною, а не світовою релігією. Разом з тим, вченими ставиться питання про визнання індуїзму однією зі світових релігій[джерело?]. Хоча більшість індуїстів живе в Індії, індуїстські громади розкидані майже по всіх континентах, що надає індуїзму глобальний статус. До кінця XX століття індуїзм переступив національні кордони і став популярним в ряді країн Європи та Америки, а також і в Україні, претендуючи на визнання як однієї зі світових релігій. На користь визнання індуїзму як світової релігії свідчить той факт, що за чисельністю послідовників він займає третє місце, після християнства та ісламу, значно випереджаючи за кількістю віруючих буддизм — одну з релігій, беззастережно визнану в числі світових.

## Соціальний устрій
Згідно з індуїстськими віруваннями, соціальний устрій аріїв створений не людиною, а самим Бхагаваном. Він створив чотири класи людського суспільства. Вважається, що така система існує від початку виникнення цивілізації. Чотири соціальні групи (варни) включають:
1. брагманів — учителів і духовних наставників,
2. кшатріїв — адміністраторів і воїнів,
3. вайшіїв — фермерів і торговців,
4. шудр — робітників і ремісників.

Ці варни є природними категоріями людей, їх можна виявити в будь-якій людській цивілізації
. Прибічники такої системи стверджують, що хоч вона в наші часи й виродилась у систему спадкових каст (і тому була справедливо відкинута), її початкова структура була дана Верховним Бгагаваном і є логічною і природною, оскільки заснована на поділі людей за їхніми властивостями, а не кастовими ознаками.

## Індуїзм сьогодні
Сьогоднішні індуси — це, по суті справи, ті, хто слідує принципам ведичної (Веди) культури, а релігія Вед (індуїзм) за кількістю послідовників посідає третє місце у світі (після ісламу й християнства).
Першоджерелом індійської дгарми (релігії) визнаються Веди. Згідно з дгармасутрою Гаутами (1, 1-2), «джерелом дгарми є Веда, а традиція і звичай притаманні знаючим її». Інші дгармасутри і смріті дотримуються тієї ж самої думки (Апастамба, 1,1,1-2, Васіштга, 1,4-5). Уважне вивчення Вед приводить нас до того ж самого висновку.

## Індуїзм в Україні
В Україні за статистикою Департаменту у справах релігій та національностей Міністерства культури України на 2019 рік налічується 39 релігійних громад Товариства Свідомості Крішни (відгалуження вайшнавізму, одного з напрямків індуїзму), також існує 22 громади неоіндуїстів різних напрямків, діє Школа Ашрам Каула Тантра - Йоги шактистсько-шиваїтського нампрямку індуїзму.